# Nocera Inferiore
Nocera Inferiore (Nucera in napoletano, AFI) è un comune italiano di 43 317 abitanti della provincia di Salerno in Campania.
La sua storia, fino al 1851, è intrecciata con quella della confinante Nocera Superiore: le due città hanno infatti una comune origine e per lungo tempo hanno fatto parte di un'unica comunità.
Antichissima città di origine etrusca, al suo nome è legato un alfabeto e batté moneta durante la fase sannitica. Cicerone la definì una delle città principali della Campania. È sede di una diocesi dal III secolo. È stata teatro di due storiche battaglie, la battaglia dei Monti Lattari e la Battaglia di Nocera. Nel 1806 lo scioglimento di Nocera dei Pagani diede origine a cinque comuni: Nocera San Matteo, Nocera Corpo, Pagani, Sant'Egidio del Monte Albino e Corbara.
Nocera Inferiore ospita un tribunale, un ospedale e numerosi istituti superiori e licei. Possiede due uscite autostradali su due diverse direttrici (l'A3 e l'A30). È capolinea della ferrovia Codola-Nocera Inferiore, e della circumsalernitana.
Grazie alle aree di particolare pregio naturalistico, fa parte dell'area tutelata del parco regionale dei Monti Lattari e del parco regionale Bacino Idrografico del fiume Sarno.

## Geografia fisica

### Territorio
(Teodorico di Niem, De schismate libri III)

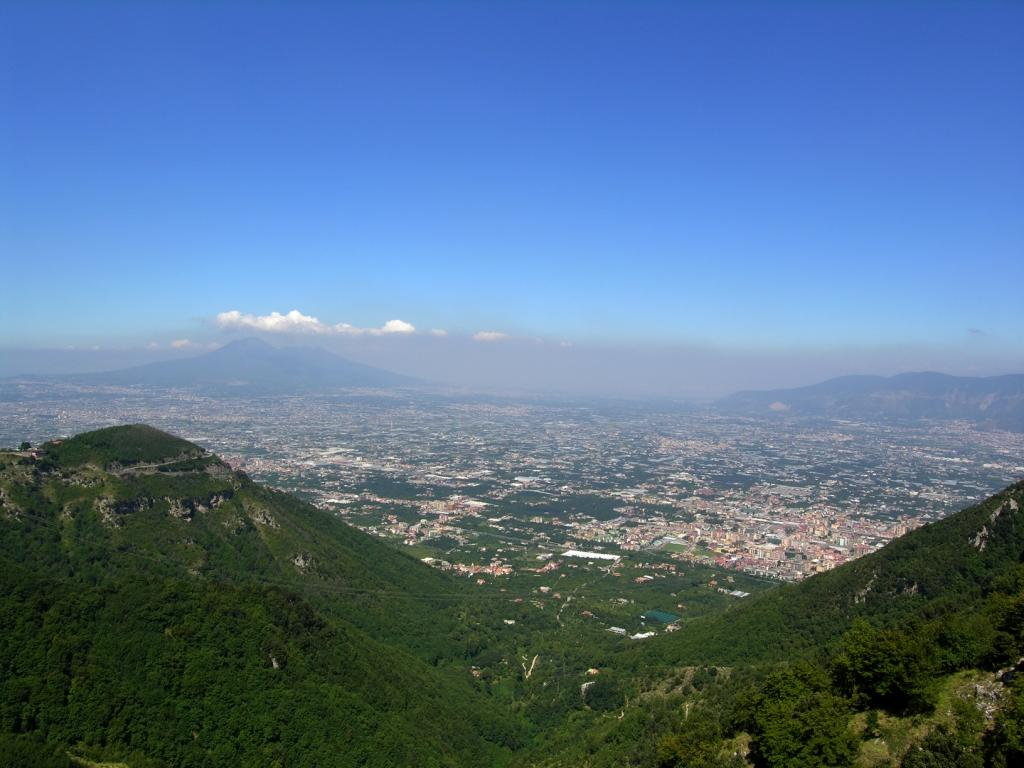
L'Agro nocerino-sarnese visto dai Monti Lattari.

Considerata tradizionalmente «la capitale dell'Agro nocerino-sarnese», valle a est del Vesuvio, la città sorge lungo la dorsale settentrionale dei monti Lattari. È posta a 43 metri sul livello del mare. L'altitudine minore è di 18 m s.l.m., quella maggiore raggiunge i 1.075 m s.l.m. (sommità del Monte Albino), per una escursione altimetrica di 1057 m.
Il grado di sismicità è medio (pericolosità sismica 2). La città risente delle scosse provocate dall'attività del Vesuvio, da cui dista circa 20 km. La città è fuori dalla "zona rossa", ma rientra nella "zona gialla" siccome i venti dominanti che lambiscono la cima del vulcano hanno sempre trasportato in città lapilli e detriti.
In passato è stata interessata più volte da eventi sismici che hanno avuto il loro epicentro in diverse zone del sud Italia. Il più violento è stato il Terremoto dell'Irpinia del 23 novembre 1980.

#### Assetto idrogeologico

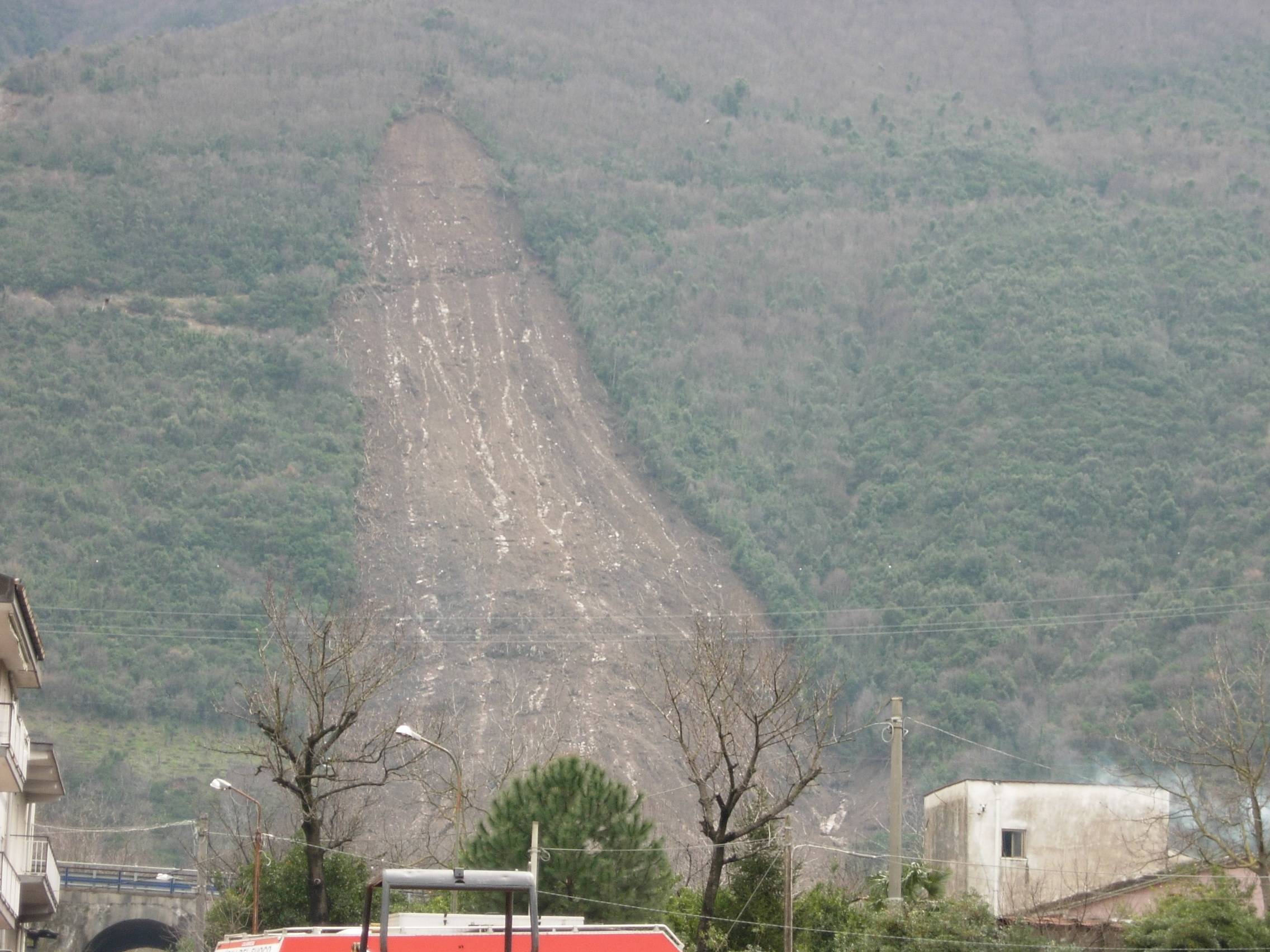
La frana del 4 marzo 2005.

L'assetto idrogeologico dell'area è fortemente instabile. Oltre ai fenomeni di alluvioni occasionali e ciclici (la storia ne ricorda diverse, anche funeste), il territorio è soggetto a frane. Precipitazioni di carattere eccezionale possono portare a colate di fango dalle conseguenze spesso mortali.
L'ultimo fenomeno si verificò il 4 marzo 2005, quando una frana in località Santa Croce (verso il confine con Nocera Superiore) causò la morte di tre persone. In passato una frana di dimensioni minori interessò un tratto dell'A3, travolgendo alcune auto in transito causando un morto; eventi storici hanno coinvolto nel XIII secolo il convento di Santa Chiara e nel XVIII secolo il Santuario di Santa Maria dei Miracoli di Montalbino.

#### Orografia
La città sorge in una valle, chiusa a sud dal Monte Albino, versante settentrionale dei Monti Lattari, e a nord da una serie di rilievi collinari dei Monti Picentini; a est il territorio è aperto verso Nocera Superiore e Cava de' Tirreni, mentre ad ovest la valle è chiusa parzialmente dalla collina di San Pantaleone, per poi aprirsi verso la piana del Sarno, il golfo di Napoli ed il Vesuvio.
Le ultime propaggini dei Monti Picentini, sono rappresentate dai rilievi collinari di Torricchio, Chivoli e della collina di Sant'Andrea (nota in passato come monte di San Francesco o collina del Parco).
Alture principali
- Monte Albino (detto anche Montalbino)
- Colle San Pantaleone
- Collina del Parco o Sant'Andrea
- Collina di Chivoli
- Monte Torricchio

#### Idrografia

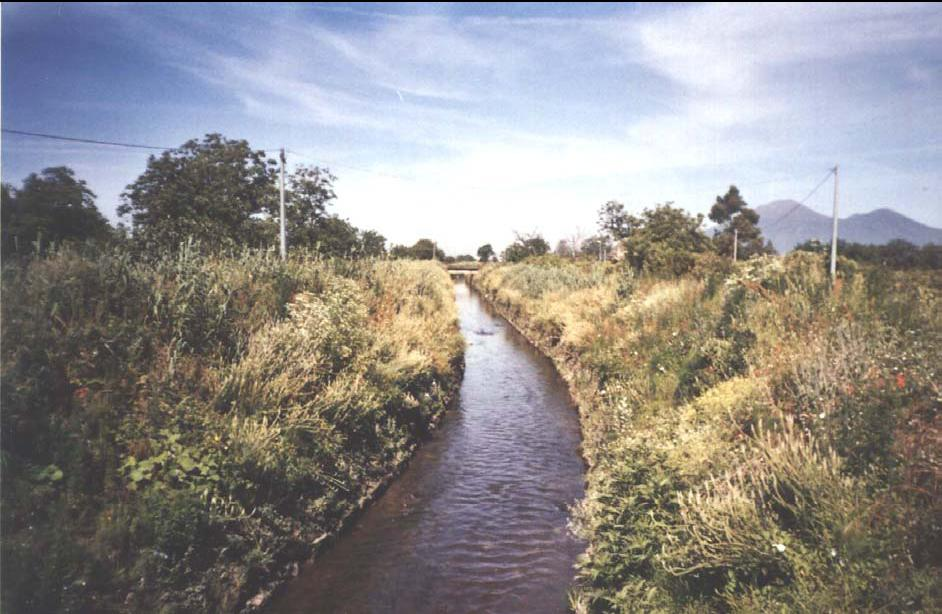
Un tratto dell'alveo comune nocerino.

La città è attraversata dai torrenti Cavaiola e Solofrana, che si uniscono in pieno centro formando l'Alveo comune nocerino, che sfocia nel fiume Sarno, il quale corre per un piccolo tratto periferico del territorio cittadino.
Sono presenti, inoltre, piccoli torrenti come la Matrognana, che scende da Mont'Albino (montagna che fa parte dei Monti Lattari), alcuni rivi che scorrono nelle zone delle starze, che sono soggetti a straripamenti frequenti nelle giornate di forti piogge, e il rio Santa Marina nella zona di Fiano (ai confini con Lavorate di Sarno).
Presente anche un laghetto detto "San Mauro" (nella omonima zona della città), la cui portata è notevolmente ridotta rispetto al passato.
Corsi d'acqua principali
- Fiume Sarno
- Torrente Solofrana
- Torrente Cavaiola
- Alveo comune nocerino
- Rio Santa Marina (Fiano)
- Laghetto San Mauro o Lagoverde

### Clima
Il clima della città è mediterraneo, inserita nella zona climatica C. Un detto popolare dice che per capire che tempo farà bisogna "guardare verso Castellammare", cioè ad ovest: a causa dell'influenza che il Vesuvio esercita a livello di correnti, si crea intorno ad esso un vortice che convoglia i sistemi nuvolosi provenienti dal mare verso la valle del Sarno.
Le temperature medie rilevate dalle due stazioni meteorologiche presenti in città non sono mai troppo basse in inverno ed estremamente elevate in estate, tuttavia le temperature percepite sono più estreme in quanto risentono dell'elevata umidità che la conformazione orografica del luogo fa stazionare in città.
I venti raramente sono molto forti. Le precipitazioni sono frequenti dall'autunno sino alla primavera, e scarse in estate.
| Nocera Inferiore   | Mesi | Mesi | Mesi | Mesi | Mesi | Mesi | Mesi | Mesi | Mesi | Mesi | Mesi | Mesi | Stagioni | Stagioni | Stagioni | Stagioni | Anno |
| Nocera Inferiore   | Gen  | Feb  | Mar  | Apr  | Mag  | Giu  | Lug  | Ago  | Set  | Ott  | Nov  | Dic  | Inv      | Pri      | Est      | Aut      | Anno |
| ------------------ | ---- | ---- | ---- | ---- | ---- | ---- | ---- | ---- | ---- | ---- | ---- | ---- | -------- | -------- | -------- | -------- | ---- |
| T. max. media (°C) | 13,0 | 13,4 | 15,7 | 20,4 | 23,5 | 28,4 | 31,0 | 31,1 | 28,2 | 22,8 | 16,4 | 13,6 | 13,3     | 19,9     | 30,2     | 22,5     | 21,5 |
| T. min. media (°C) | 5,8  | 5,7  | 7,6  | 9,6  | 13,5 | 17,3 | 19,6 | 19,8 | 17,5 | 12,9 | 9,7  | 7,5  | 6,3      | 10,2     | 18,9     | 13,4     | 12,2 |

- Classificazione climatica: zona C, 1194 GG

## Origini del nome
Le vicendevoli leggende narrano di una principessa etrusca che sarebbe scappata dalla città natia per amore, e sarebbe venuta a morire in queste zone. In suo ricordo il padre avrebbe eretto una città che avrebbe perpetuato il suo ricordo, dandole il suo nome: Nuceria. Priva di fondamento è anche la leggenda della grande alluvione che spazzò via un intero bosco lasciando in piedi un solo albero di noce (dal latino nux, nucis - Nuceria), che tuttavia conserva la memoria delle alluvioni che certamente dovevano essere frequenti in una pianura fluviale.
La verità circa l'origine del nome (e quella bellicosità delle popolazioni confinanti di cui sopra) è venuta dallo studio delle iscrizioni sulle monete della città (Nuceria aveva una propria zecca), vi si legge il primo nome della stessa: Nuvkrinum Alafaternum. Analizzando queste due parole i linguisti hanno scisso i termini in questo modo:
nuv + krin -um alafartern -um: letteralmente: Nuova (= nuv) Rocca (= krin) degli Alfaterni.
Il nome odierno, Nocera Inferiore, deriva dall'italianizzazione del toponimo Nuceria (anche se la /u/ è rimasta nell'accezione popolare e dialettale) e dalla posizione geografica della città che, nel 1806, nacque dalla frantumazione di Nocera dei Pagani, sancendo la nascita di cinque comuni, tra cui le due Nocera, differenziate a seconda dell'altezza sul livello del mare.

Prima attestazione del nome della città

Tale nome, tuttavia, ricorre in una pluralità di toponimi (Nocera Tirinese, Nocera Umbra) attinenti a zone geografiche dalle influenze linguistiche primigenie differenti. Pertanto, ignorando la fonte primaria di epoca sannitica, c'è chi opterebbe per un'origine latina da nucerium (‘noceto’).

## Storia

### Età antica
Le prime testimonianze relative ad una frequentazione della città risalgono al periodo noto come Bronzo Antico (2000-1800 a.C. circa).
La nascita di Nuvkrinum Alafaternum, la "nuova città", (che rappresenta il nucleo della futura Nuceria Alfaterna), è datata intorno al VI secolo a.C.

#### L'alfabeto nucerino
Durante gli scavi del teatro ellenistico-romano di Pareti, nel comune di Nocera Superiore, è emersa un'estesa necropoli. Il reperto più interessante è rappresentato da un oinochoe (una brocca) in bucchero che presenta un'iscrizione, che, da destra verso sinistra, reca la scritta, traslitterata, Bruties esum (letteralmente: Sono di Bruto). L'iscrizione di Nocera potrebbe perdersi tra le centinaia di altre iscrizioni etrusche se non fosse per una particolare lettera, a forma di alberello, che non si è ancora riscontrata altrove. Ciò è bastato ai linguisti per farli parlare di un alfabeto nucerino.

#### Le tufare
La ricchezza della città, oltre che dalla fertilità dei suoli, proviene dalla peculiarità del suo sottosuolo, da cui si estrae il tufo grigio (che ha nei suoi inclusi un microcristallo, inizialmente, chiamato: nocerite). Ottimo materiale da costruzione (a Pompei si parla di una "età del tufo" dal 200 all'80 a.C.).
Un'ulteriore testimonianza del gran lavoro che doveva esserci nelle tufare della città (alcune delle quali si trovano nell'odierna zona di Fiano, le altre esistenti nella zona Pietraccetta-Piedimonte furono usate anche come ricoveri nel corso della seconda guerra mondiale), ci viene dalla testimonianza di Senofonte Efesio (scrittore greco vissuto, stando al lessico Suda, tra il II e il III secolo d.C.), il quale nel suo romanzo "Racconti Efesi intorno ad Abracóme e Anzia", dopo varie peripezie, fa giungere il suo protagonista a Nuceria, in Campania, a lavorare nelle cave di pietra.

#### Nuceria Alfaterna
Agricoltura e commercio resero, così, molto ricca la città, che durante il V-VI secolo fu a capo della confederazione sannitica meridionale, comandando su città quali Pompei (che rimase suo porto fino praticamente al disastro del 79 d.C.), Stabiae e Surrentum.
Durante le guerre sannitiche la città fu ostile ai romani, ma, sebbene sconfitta, non fu rasa al suolo. I nucerini rimasero d'ora in poi, sempre fedeli a Roma.
Dopo la rovina annibalica la città batté moneta.
Non cedettero neanche alle lusinghe e all'esercito di Annibale, che rase al suolo la città. Alla fine della seconda guerra punica i romani, mentre i superstiti dei nucerini erano ospitati nella vicina Avella, ricostruirono la città più grande e più bella di prima.

#### La fase romana: Nuceria Costantia

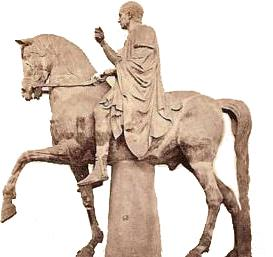
Statua equestre di Marco Nonio Balbo, Napoli, Museo Archeologico Nazionale

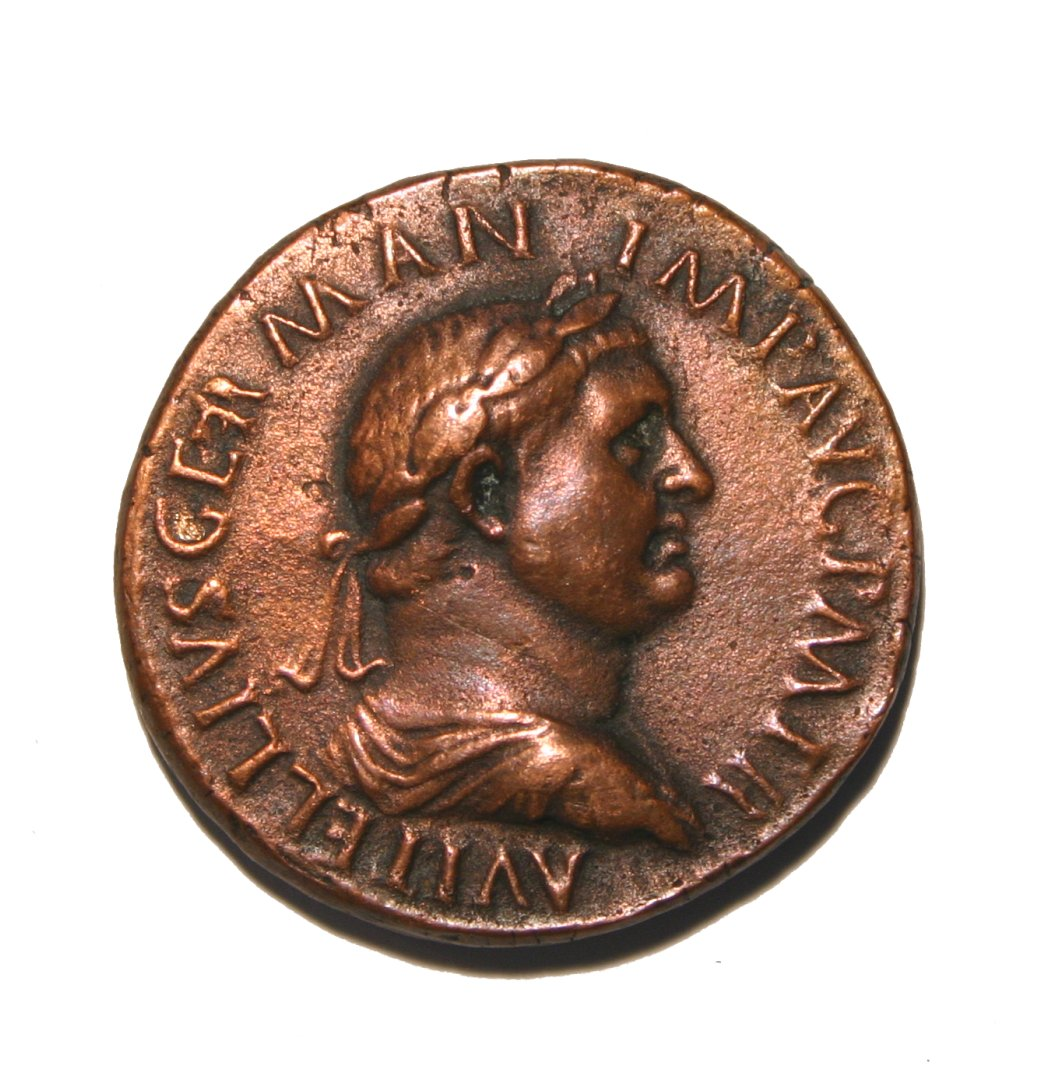
Aulo Vitellio Germanico, imperatore romano, raffigurato in una moneta del 69.

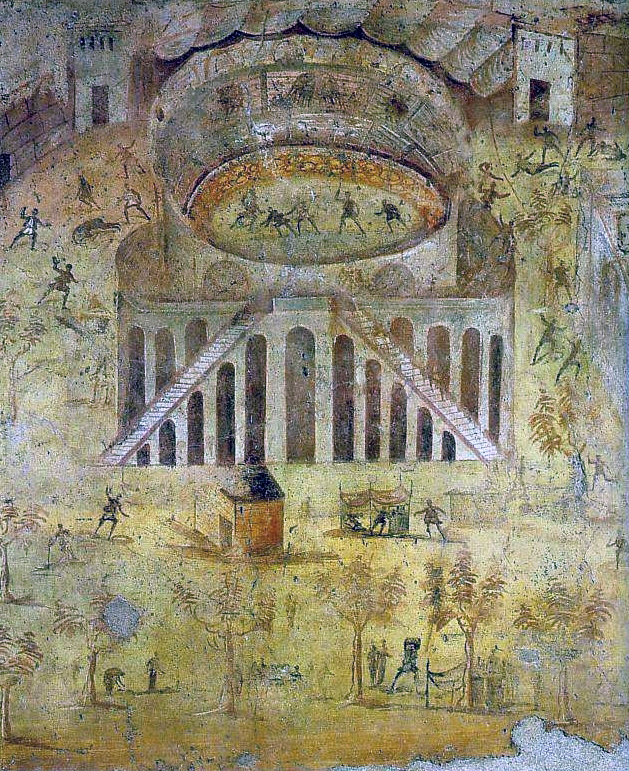
L'affresco pompeiano con la raffigurazione della rissa con i nucerini

Divenuta municipium Nuceria Alfaterna fu iscritta alla tribù Menenia. In epoca triumvirale (42 a.C.) l'appellativo Alfaterna fu sostituito da Costantia, dando, così, alla città il nome di Nuceria Costantia. Cittadini illustri furono Publio Sittio, esule nucerino in Africa, che dopo le guerre civili tra Cesare e Pompeo, si vide assegnato metà del regno di Mauretania, dove fondò alcune colonie ispirandosi alla sua patria.
Altro nucerino illustre fu Marco Nonius Balbus. Originario di Nuceria, trasferì la sua residenza ad Ercolano, città di cui divenne benefattore. Fece carriera anche a livelli molto alti: ricoprì, infatti, le cariche di pretore prima e proconsole della provincia di Creta e di Cirene. Nel 32 a.C. fu poi tribuno della plebe e partigiano di Ottaviano.
Di origini nucerine, se non proprio nato nella città, è l'Imperatore Aulo Vitellio Germanico. Aulo Vitellio Germanico cresciuto a Capri, sotto Tiberio, fu il secondo a salire sul trono durante l'anno detto dei quattro imperatori.

#### La deduzione della colonia
Nuceria nel 57 d.C. fu dedotta colonia romana da Nerone. Si trattò di un duro colpo per la vicina Pompei, la quale dovette probabilmente perdere parte del suo territorio agricolo in favore della nuova colonia. La circostanza dovette essere uno dei motivi scatenanti della famosa rissa avvenuta all'anfiteatro di Pompei del 59 d.C. ricordata da Tacito.

#### L'eruzione del 79
Nuceria fu interessata certamente dal catastrofico terremoto verificatosi a Pompei nel 62 d.C.. Tuttavia l'eruzione del 79 dovette provocare in città più che altro panico, e non furono i suoi effetti immediati a dare dei problemi, ma i suoi effetti a lungo termine, come l'impoverimento della fertilità proverbiale dei suoi suoli e la scomparsa del vicino porto.

#### L'avvento del Cristianesimo
La religione cristiana dovette attecchire presto in città, che conta anche due martiri: i santi Felice e Costanza.
Secondo alcuni la prima comunità cristiana nucerina risalirebbe allo sbarco di Paolo a Pozzuoli, quando Prisco, venerato poi come Santo, si sarebbe diretto verso sud per diffondere l'evangelo, la "buona novella". Secondo alcuni nella sua casa si sarebbe tenuta la famosa ultima cena di Cristo. Tra i miracoli attribuiti al santo, quello di aver trasportato a Nocera, da Roma una fontana donatagli dal papa (fontana che si conserva ancora nel piazzale della Cattedrale).
Che Prisco sia stato il primo vescovo della città è certo, ma è più probabile che si sia trattato di un pastore del III secolo (ricordato da San Paolino da Nola), epoca alla quale è più plausibile che risalga la diocesi. Le reliquie del Santo sono conservate nella Basilica Cattedrale a lui dedicata, nel quartiere Vescovado di Nocera Inferiore.
La comunità cristiana nucerina dovette essere subito forte come testimonia una curiosa scoperta del Bonucci a Portaromana: degli idoli pagani cautamente nascosti sotto il pavimento di un edificio di età imperiale. Erano gli adepti dell'antica religione ad aver paura dei cristiani. Nel 498 viene esiliato a Nocera l'antipapa Laurenzio. Eletto papa insieme a Simmaco, perde la carica dopo un clima da guerra civile. A Nocera ricopre, quindi, la carica di vescovo.
Fino al 1260 la sede vescovile fu presso il Battistero paleocristiano di Santa Maria Maggiore (ora nel territorio di Nocera Superiore). La sede vescovile fu poi soppressa e ripristinata dopo oltre un secolo, nel 1386, da papa Urbano VI. Da quella data la sede vescovile è l'attuale Vescovado.
Sebbene il Martirologio Romano proponga come data il 16 settembre, la celebrazione di san Prisco, patrono di Nocera Inferiore, avviene il 9 maggio.

### Medioevo

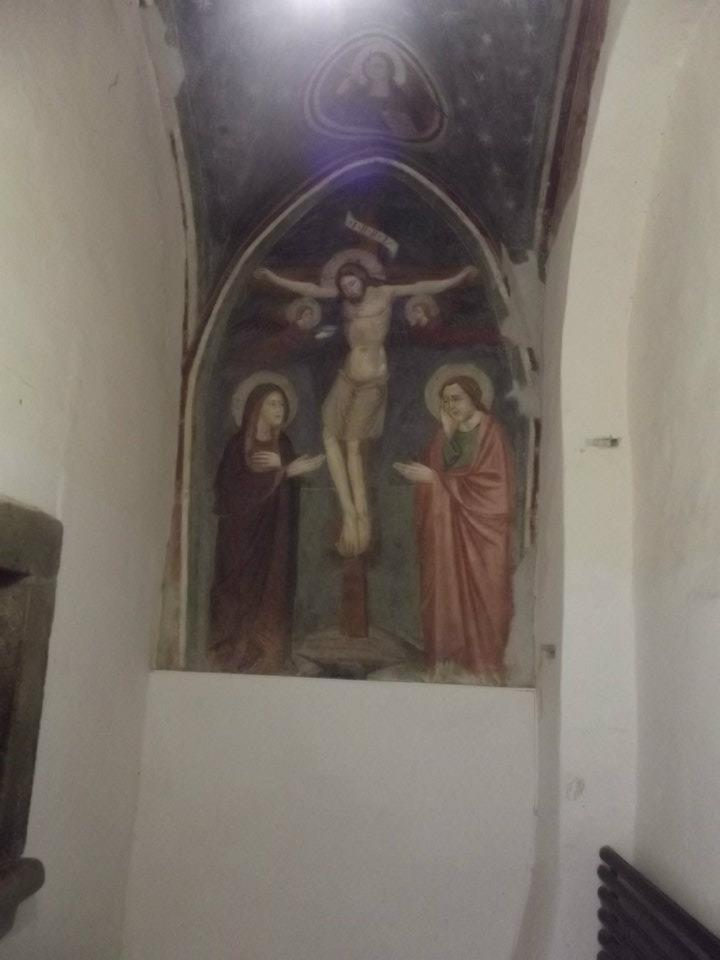
Crocifissione (attribuita a Roberto d'Oderisio), presso il Convento di Sant'Anna

Dopo la caduta dell'impero romano d'occidente, la città finì in mano bizantina. Dovette trattarsi di un periodo di lenta ripresa per la città, come testimonia la costruzione, nel VI secolo d.C., dello splendido battistero paleocristiano di Nocera Superiore.
Nella campagna nocerina fu sconfitto l'esercito gotico e morì il loro re Teia nella Battaglia dei Monti Lattari durante la Guerra gotica.
Dopo l'arrivo dei longobardi (603) il sempre ambito territorio continuava ad esercitare il suo fascino e i duchi longobardi se lo dovettero contendere molto. Numerosi folii testimoniano le transazioni commerciali che avvenivano sotto il patronato dei notai, nella divisione delle fertili terre.
Le mura perdono la loro funzione difensiva (nella frazione Pareti le crepe della fortificazione vengono sfruttate dai fornai). Il sito della città comincia a spopolarsi. Le popolazioni dell'epoca cercano luoghi più sicuri. Alcuni scappano verso la costiera amalfitana (rimpinguando i nuclei abitati di Amalfi, Maiori e Positano), altri si rifugiano in un posto ben difeso attorno alla Collina del Parco, dando vita al primo nucleo della futura Nocera Inferiore.
Durante l'VIII secolo la città, seppur frammentata, conserva parte del territorio da lei governato in epoca romana. La Contea di Nocera si estende per quasi tutta l'area dell'attuale Agro nocerino-sarnese, da Angri fino a Siano, passando per Roccapiemonte e Castel San Giorgio.
La città propriamente detta comprendeva, in quest'epoca, vari casali, tra cui i più popolosi e importanti erano il Borgo, posto alle pendici della collina del Parco, San Matteo (con la chiesa del X secolo, più volte restaurata), lungo la direttrice viaria antica Nocera-Stabia (l'attuale corso Vittorio Emanuele, principale strada cittadina nell'Ottocento, dove sono stati rinvenuti resti della via e di un tempio di età romana) e il Vescovado, sede della cattedra vescovile, ai piedi del Monte Albino. Nel corso del XIII secolo la città è nota nei codici dell'Abbazia di Cava col nome di Nuceria Christianorum o Kristianorum.
Tale appellativo servì per distinguerla dalla Nuceria, civitas Saracenorum de Apulia citata da Salimbene de Adam nella sua Chronica, l'attuale città di Lucera, presso la quale Federico II instaurò una colonia saracena.
Il nucleo abitativo si è allargato e comprende le attuali Pagani, Sant'Egidio del Monte Albino e Corbara. La città fu attaccata e presa nel 1096 dalle truppe di Ruggero II di Sicilia. Furono, così, i Normanni a prendere possesso del borgo. Venne da loro ingrandito il castello sulla collina del parco, con la realizzazione della torre normanna, e molti conventi sorsero alle pendici della collina: il complesso delle monache di clausura di Sant'Anna ed il convento francescano di Sant'Antonio. All'incirca all'anno 1000 risale anche uno splendido esempio di insediamento rupestre di età medievale: la chiesetta di Sant'Angelo in Grotta. Fu, poi, feudo dei Filangieri, dei Latro, dei Zurolo (o appellati anche Zurlo).

#### Il Castello del Parco

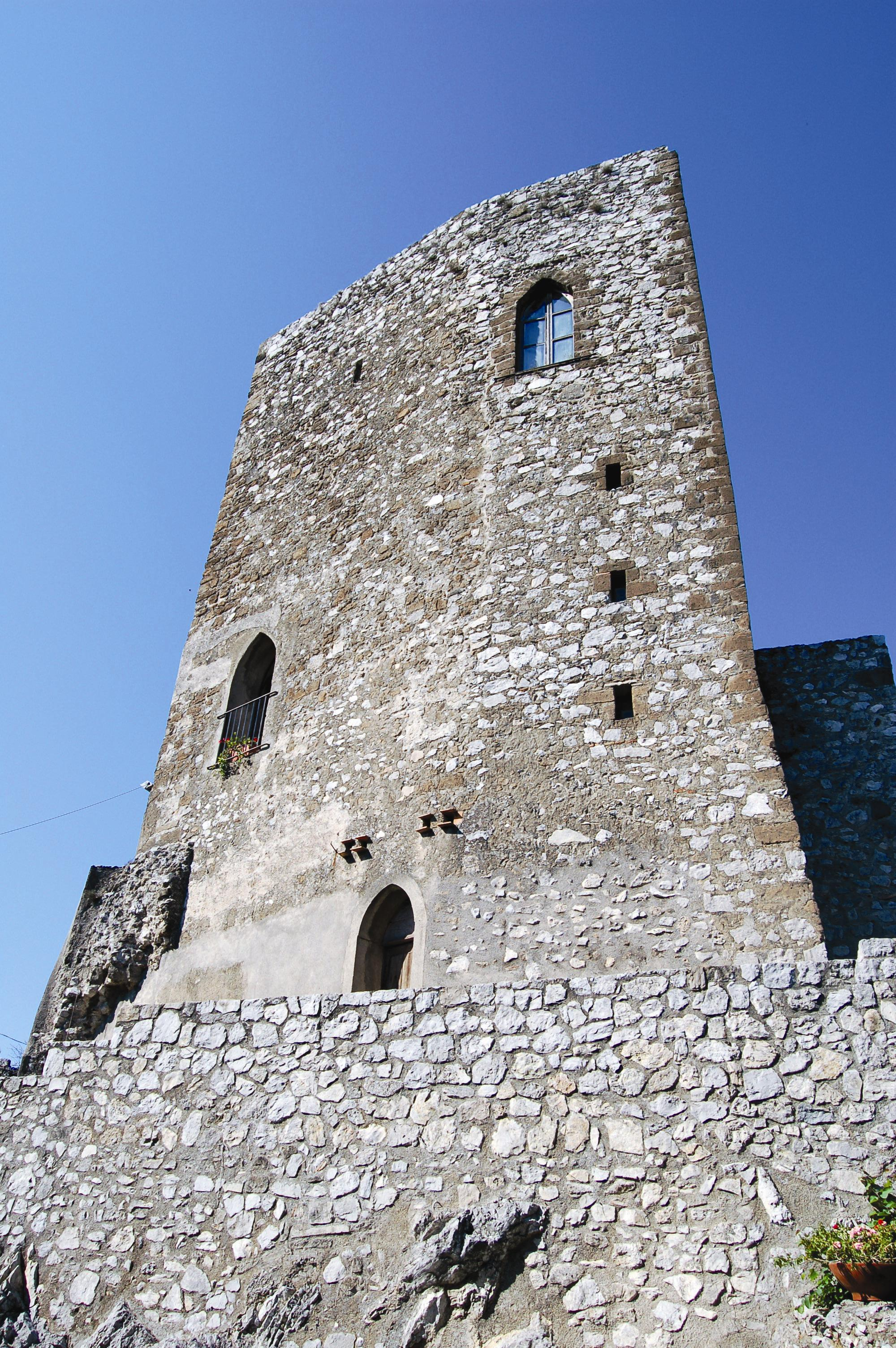
La torre normanna del castello del parco

Nel castello del Parco si registrarono alcune presenze importanti. Furono, infatti, ospiti del maniero nocerino Dante e Boccaccio e vi nacque San Ludovico d'Angiò. Vi fu imprigionata la regina Giovanna d'Angiò. Nel 1385 vi fu assediato, dalle truppe di Carlo III di Napoli, papa Urbano VI (il quale dal castello scomunicava, ogni dì, e per quattro volte al giorno, tutto l'esercito di Carlo). Per ringraziare il popolo che l'aveva difeso, papa Urbano VI riconferì alla città il ruolo di diocesi, perso alcuni anni prima, quando i Nocerini avevano ucciso il vescovo durante una rivolta.

#### Nocera dei Pagani

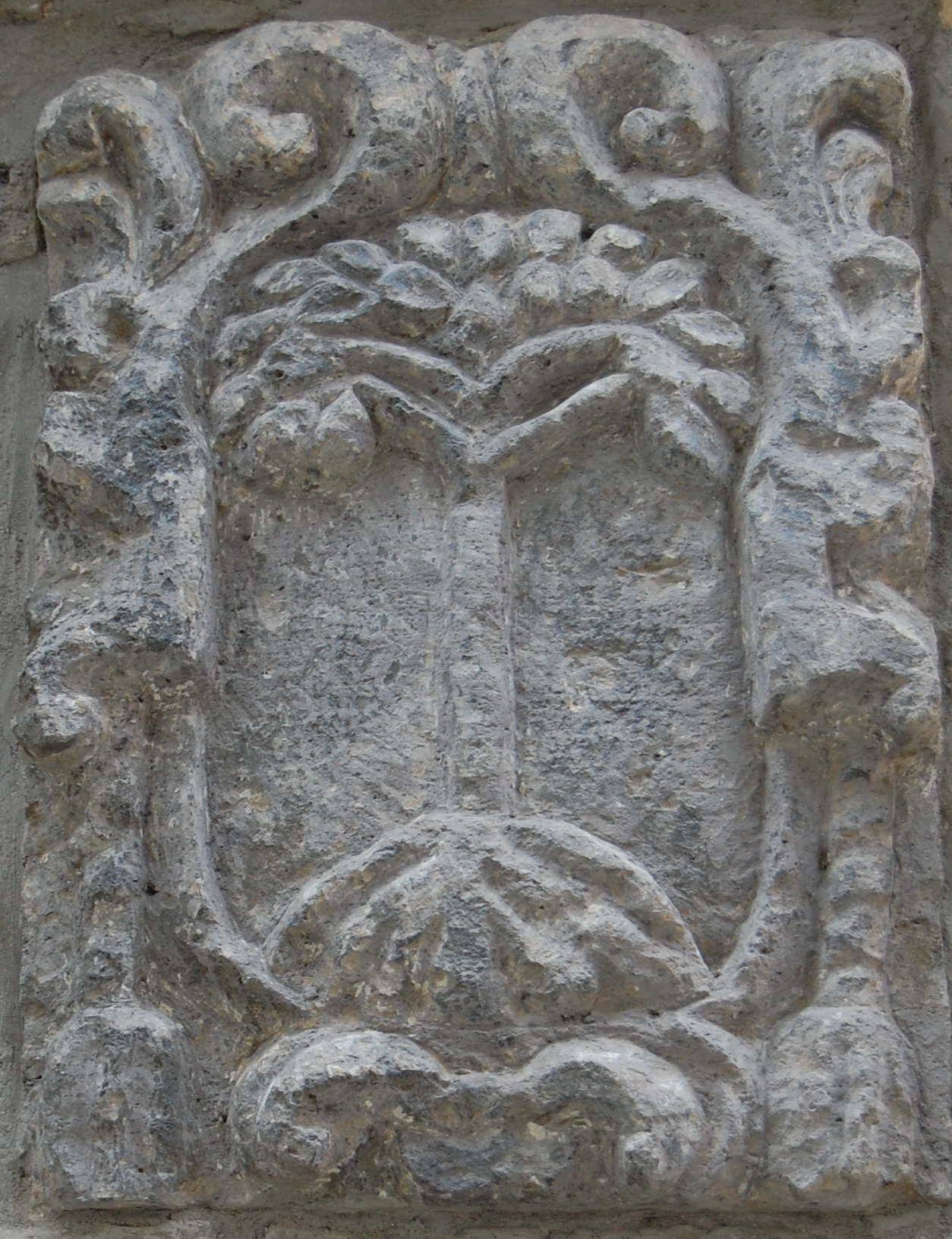
Stemma di Nocera dei Pagani

A partire dal XIV secolo la città cambia nuovamente nome e acquista la dicitura Nuceria Paganorum o Nocera dei Pagani. Il termine forse si riferisce alla famiglia Pagano, che era in quel tempo la più importante della zona. L'esistenza nel Regno di Napoli di un'altra Nocera, in Calabria (Nocera Terinese, CZ), aveva, verosimilmente, reso necessaria una differenziazione dei due comuni.

#### Il ducato di Nocera
Nel Cinquecento, col titolo di Duchi la tennero i Carafa, cui seguirono i de Moura, marchesi di Castel Rodrigo successivamente i Pio di Savoia ed i Valcarcel, per "maritali nomine", fino l'abolizione del regime feudale, legge del 2 agosto 1806. Tiberio Carafa acquistò la città nel 1521 per 50.000 ducati. La dinastia da lui fondata tenne la città sino al 1647. In quell'anno la città tornò per breve tempo nel Regio Demanio e la Corona. Nel 1660 passò a nuovi signori, i de Moura, marchesi di Castel Rodrigo, che la terranno fino al 1707, ai quali seguiranno, fino al 1806, i Pio di Savoia e i Valcarcel. Furono secoli, soprattutto al tempo del Vicereame spagnolo, assai difficili e funestati da guerre, pestilenze, eruzioni vesuviane, terremoti, alluvioni, a cui però gli abitanti seppero sempre reagire con grande vitalità.

#### L'elezione dei "sindaci particolari" e del "sindaco universale"
Il territorio cittadino della "nobilissima et illustrissima" città di Nocera denominata de' Pagani era ben più ampio di quello attuale, comprendendo i comuni di: Corbara, Sant'Egidio del Monte Albino, Pagani, Nocera Inferiore e Superiore. L'estensione della città ne rendeva difficile il governo. La situazione portò alla nascita di un sistema amministrativo comunale senza pari nel Regno delle Due Sicilie: ogni casale eleggeva i suoi "sindaci particolari", che avevano il dovere di eleggere il "sindaco universale" della città. L'elezione rappresentava una festa per il popolo.

### Età moderna
Alla metà del XVI secolo il generale Giovan Battista Castaldo, dopo aver partecipato al Sacco di Roma, porta in città insieme al suo padrino e maestro d'armi Giovan Battista Pacileo, condottiero già luogotenente del Gran Connestabile del Regno di Napoli Prospero Colonna, un quadro di Raffaello: la Madonna d'Alba, che resterà a Nocera per alcuni anni, custodita presso la chiesa di Santa Maria dei Miracoli in Montalbino e che oggi è esposto presso il Metropolitan Museum di New York. Cresce in questi anni a Nocera il poeta napoletano Jacopo Sannazaro. La città vive un momento di splendore con i Carafa, che all'inizio del Cinquecento, cominciarono a costruirsi in città un grandioso palazzo ducale, decorato da splendidi giardini all'italiana. Accanto al palazzo fu realizzata la chiesa rinascimentale del Corpo di Cristo e il convento francescano di Sant'Andrea, con i frati cappuccini. Nel 1647, sull'onda lunga della rivolta di Masaniello a Napoli, l'insediamento ducale fu distrutto. Persa la connotazione originaria, il palazzo, per volere del re di Napoli Carlo di Borbone divenne, alla metà del Settecento, sede di uno dei più imponenti contingenti militari del regno, "il Gran Quartiere" (la "caserma rossa").

#### Vescovi illustri: i Giovio

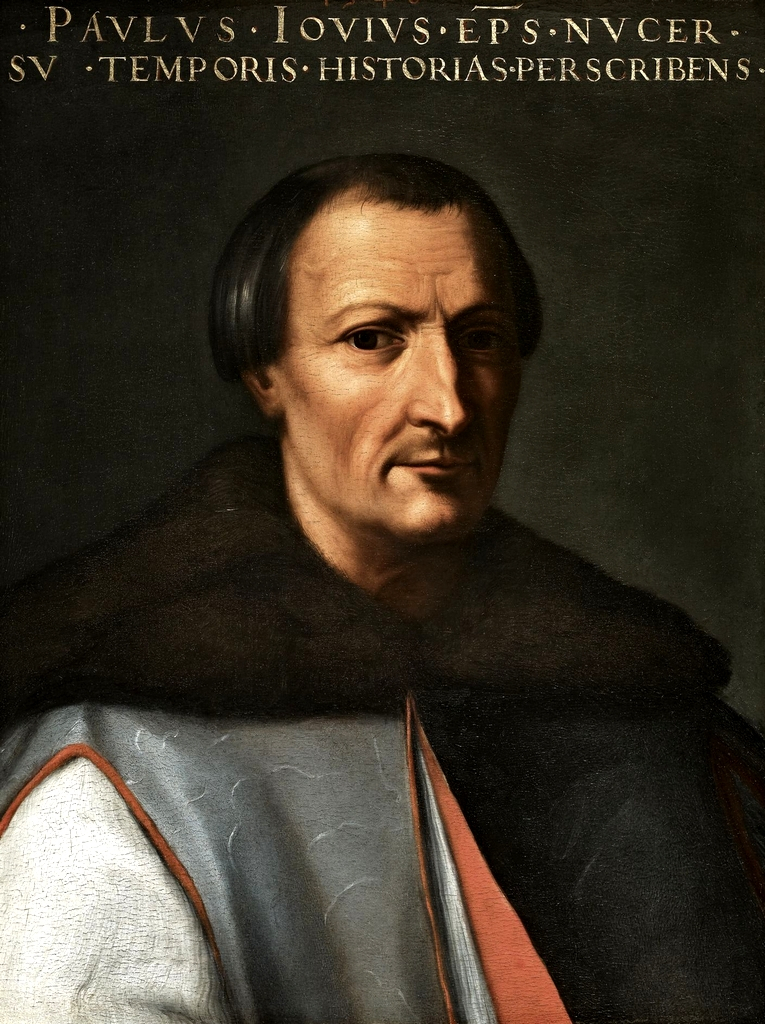
Ritratto di Paolo Giovio

In concomitanza con il ripristino della perduta diocesi cominciarono i lavori per la costruzione della nuova sede vescovile: la cattedrale di San Marco (meglio conosciuta come San Prisco) al Vescovado (che si vantò di possedere le reliquie del profeta biblico Giona trasportate in città, secondo una leggenda, da Ugo de' Pagani nel 1105 al ritorno dalla prima crociata).
Alla cattedra che fu di San Prisco si alternarono i fratelli comensi Benedetto Giovio e Paolo Giovio.

#### Il secolo dei Solimena

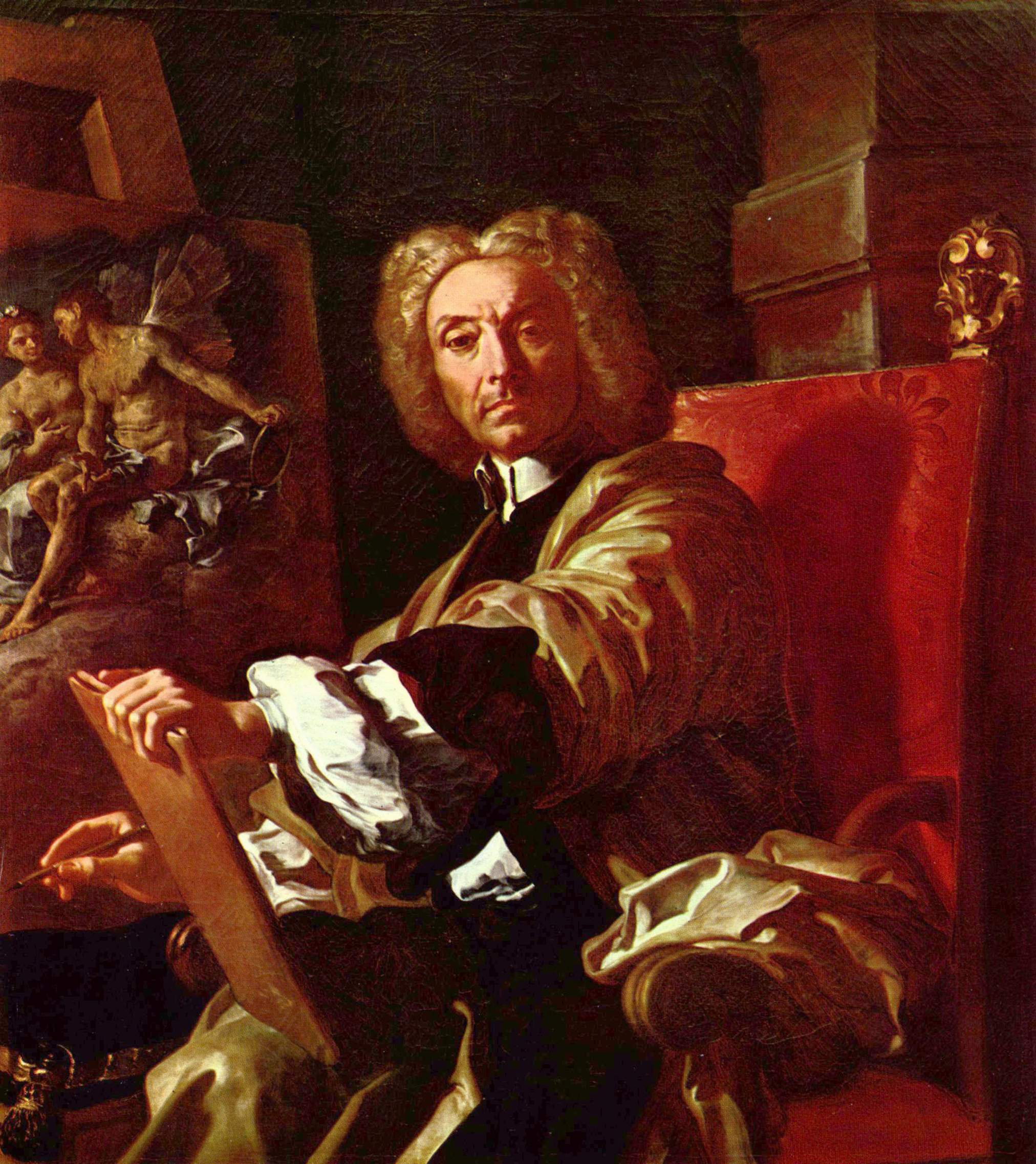
Autoritratto di Francesco Solimena

La città conserva un numero straordinario di opere della rinomata (soprattutto all'estero) famiglia di pittori del XVII-XVIII secolo. Angelo Solimena, Francesco Solimena e Orazio Solimena hanno vissuto ed operato in città, in Italia ed all'estero. Questa straordinaria famiglia di artisti si è distinta non solo nel campo della pittura, ma anche in quello dell'architettura. È di Francesco Solimena il disegno dello splendido campanile del Vescovado, che fa anche da arco d'ingresso al sagrato della cattedrale. Importanti loro opere si trovano nelle chiese di Sant'Anna, San Matteo e nella Cattedrale (dove, nella volta di una delle cupole, è raffigurato il Paradiso). In questo secolo tutto il quartiere del Vescovado subisce un'intensa opera di riqualificazione urbana, con la realizzazione del palazzo vescovile, del palazzo De Francesco e del Seminario Vescovile.

### Il XIX secolo

#### Da una città cinque comuni
Nel 1806, la riforma amministrativa di Giuseppe Bonaparte spezzò per sempre l'unità del territorio, e da Nocera dei Pagani nacquero i Comuni di Nocera San Matteo, Nocera Corpo, Pagani, Sant'Egidio del Monte Albino e Corbara. Le due città di Nocera si riunirono nel 1834, poi nel 1851 si scissero definitivamente nei comuni di Nocera Inferiore e di Nocera Superiore. Nocera fu divisa per le pressioni di alcuni latifondisti napoletani, che poterono, grazie alle nuove entità comunali, sottrarre delle terre al demanio. Più volte il consiglio comunale di Nocera Superiore tentò di riunirsi a Nocera, ma senza fortuna. Attualmente la città è composta da sei Quartieri: Piedimonte - Pietraccetta, Merichi - Cicalesi, quartiere Storico, quartiere Capocasale, quartiere Metropolitano e Casolla - Grotti.
Dal 1811 al 1860 è stato capoluogo dell'omonimo circondario appartenente al Distretto di Salerno del Regno delle Due Sicilie.
Dal 1860 al 1927, durante il Regno d'Italia è stato capoluogo dell'omonimo mandamento appartenente al Circondario di Salerno.

#### La stazione ferroviaria
Il 18 maggio 1844 fu inaugurata la stazione ferroviaria. Quello che era stato il primo tratto italiano (il percorso Napoli-Portici) fu ampliato fino alla città di Nocera, la quale ebbe il "privilegio" di possedere una delle prime stazioni italiane, oltre che un collegamento veloce e sicuro con la capitale partenopea. Nocera dispone oggi anche di una seconda stazione ferroviaria, Nocera Mercato, molto piccola e scarsamente utilizzata.

### Il XX secolo
Gli inizi del nuovo secolo furono ferventi per la città di Nocera Inferiore: l'importante caserma, la stazione ferroviaria, il liceo classico (il "Gian Battista Vico" che, fondato nel 1865, rappresenta uno dei più antichi istituti del mezzogiorno), rappresentarono elementi fondamentali per il suo sviluppo.
Dal 1861 al 1927 Nocera fu capoluogo di mandamento, nel Circondario di Salerno.
Gli istituti di cura mentale fecero di Nocera un campo privilegiato per le scoperte in campo psichiatrico di Marco Levi Bianchini. L'istituto (oggi sede dell'ASL SA 1) dispone di una ricca biblioteca storica sull'argomento. A Nocera Levi Bianchini tradusse per la prima volta in Italia le opere di Sigmund Freud. L'ospedale psichiatrico "Vittorio Emanuele II" fu istituito nel 1883 sfruttando i locali dell'ex convento degli olivetani, ed ospitò malati provenienti da varie province meridionali.
Erano presenti, inoltre, un ospedale civile (il Santa Elisabetta, in via Libroia) e un Ospedale militare (adiacente alla piazza d'armi, in viale San Francesco).
Nel 1910 la voglia di sport diede modo a Carlo Cattapani di fondare, il 1º febbraio, l'Associazione Giovanile Nocerina.
Lo sfruttamento delle risorse delle sue fertili terre fecero fiorire l'industria conserviera. La città, già attiva industrialmente per via della famiglia Wenner, fondatrice delle MCM (Manifatture Cotoniere Meridionali), s'arricchì di "cento ciminiere" dovute alle fabbriche dedite alla trasformazione dei prodotti conservieri (su tutti il celeberrimo pomodoro San Marzano). Il benessere che ne conseguì fu notevole, ma tuttavia poco duraturo: la classe imprenditoriale si dimostrò immatura a reggere la sopraggiunta ricchezza.
Sono gli anni in cui comincia lo scempio edilizio della città, oggi sotto gli occhi di tutti.
La città disponeva al tempo di cinque cinema (di cui due teatro) che ospitavano le più importanti riviste nazionali (famosa l'esibizione di Totò).
In epoca fascista viene costruita una nuova sede per il Liceo Classico. L'imponente edificio viene realizzato a forma di "M" per compiacere Mussolini.
Viene realizzata una nuova caserma (che prenderà il posto della "Caserma rossa"): la Libroia, attualmente sede del 45º Battaglione trasmissioni "Vulture".
Negli anni della seconda guerra mondiale, tra il 1940 e il 1943, Nocera Inferiore fu uno dei comuni della Campania destinati dalle autorità fasciste ad accogliere profughi ebrei in internamento civile. Gli internati furono liberati con l'arrivo dell'esercito alleato nel settembre 1943.
Martoriata dalla criminalità negli anni settanta, e dal sacco edilizio degli anni sessanta-settanta, oggi la città sta lentamente riprendendo il fervore culturale che l'ha caratterizzata nei decenni scorsi.

### XXI secolo
La città è sede di numerosi uffici e banche. Di un "Reparto territoriale" dei Carabinieri, un Commissariato della Polizia di Stato e Guardia di Finanza (questi ultimi due ospitati negli edifici della Cittadella Giudiziaria), inoltre un Tribunale e una Procura della Repubblica.
È allocata a Nocera anche l'ex ASL Salerno 1, erede della vecchia USL 50 della Regione Campania, con il moderno ed efficiente Ospedale Umberto I.
In città si svolgono importanti manifestazioni di carattere regionale e nazionale. È saltata agli onori della cronaca per il costruendo teatro all'aperto, firmato dall'architetto portoghese Eduardo Souto de Moura.

### Simboli
(D.P.R. 20.12.2013 concessione di stemma e gonfalone)

Il gonfalone della città

In araldica il noce è simbolo di innocenza e virtù perseguitata. Presso alcuni simboleggia anche nozze felici in quanto anticamente nei conviti nuziali erano sempre offerte le noci.

La bandiera civica della città

Il gonfalone è formato da un drappo rettangolare in damasco di colore verde spiegato verticalmente e terminante sul lato inferiore con frangia d'oro. Al centro è presente lo stemma del noce nocerino; ai lati vi è la scritta –URBS NUCERIA– in caratteri romani maiuscoli con la scritta –Città di Nocera Inferiore– convessa verso l'alto. Il gonfalone è completato da parti metalliche in oro, cravatta tricolore con cordone e fiocco d'oro, ricami in oro, frangia d'oro e bullette d'oro.
Stemma e gonfalone sono stati concessi con decreto del Presidente della Repubblica del 20 dicembre 2013.

#### Le denominazioni assunte nella storia
- Sconosciuta la denominazione che diedero alla città gli etruschi, che risiedettero in essa dalla fondazione fino alla fine del V secolo a.C.;
- Durante la fase sannitica, fino al 216 a.C., la città fu nota come: Nuvkrinum Alafaternum;
- Entrata in orbita romana, fino al 42 a.C. la città si chiamò Nuceria Alfaterna;
- Dalla deduzione della colonia, fino al V secolo, la città si chiamò Nuceria Costantia;
- Nell'Alto Medioevo, fino al 1266 (dominazioni di goti, longobardi, normanni, angioini, francesi) l'insediamento fu noto col nome di: civitas Nuceria;
- Nel XIV secolo (Regno di Napoli, fino al 1435, durante le dominazioni di aragonesi, spagnoli) la città fu nota come: Nuceria Christianorum, per distinguerla dalla Nuceria Saracenorum o Nuceria de Apulia (oggi Lucera in Puglia);
- Dalla fine del XV secolo, fino al 1806 (attraversando le vicende storiche del Regno di Napoli, fino al 1806 austriaci, spagnoli, francesi Repubblica napoletana, Regno delle Due Sicilie), insieme ad altri quattro odierni comuni la città era nota come Nuceria Paganorum;
- Nocera Corpo e Nocera San Matteo, fu una breve denominazione che interessò le due Nocera fino alla riunificazione del 1834 (Regno delle Due Sicilie);
- Nocera Inferiore e Nocera Superiore, è la denominazione ufficiale dal 1851 ad oggi (Regno delle Due Sicilie, Regno d'Italia, Repubblica Italiana).

#### Le denominazioni assunte nella letteratura
- Nofi è la città in cui Domenico Rea ambienta alcuni dei suoi romanzi.
- Nevespina è il nome che Valeria Alinovi conferisce a Nocera nell'omonimo romanzo.

## Monumenti e luoghi d'interesse

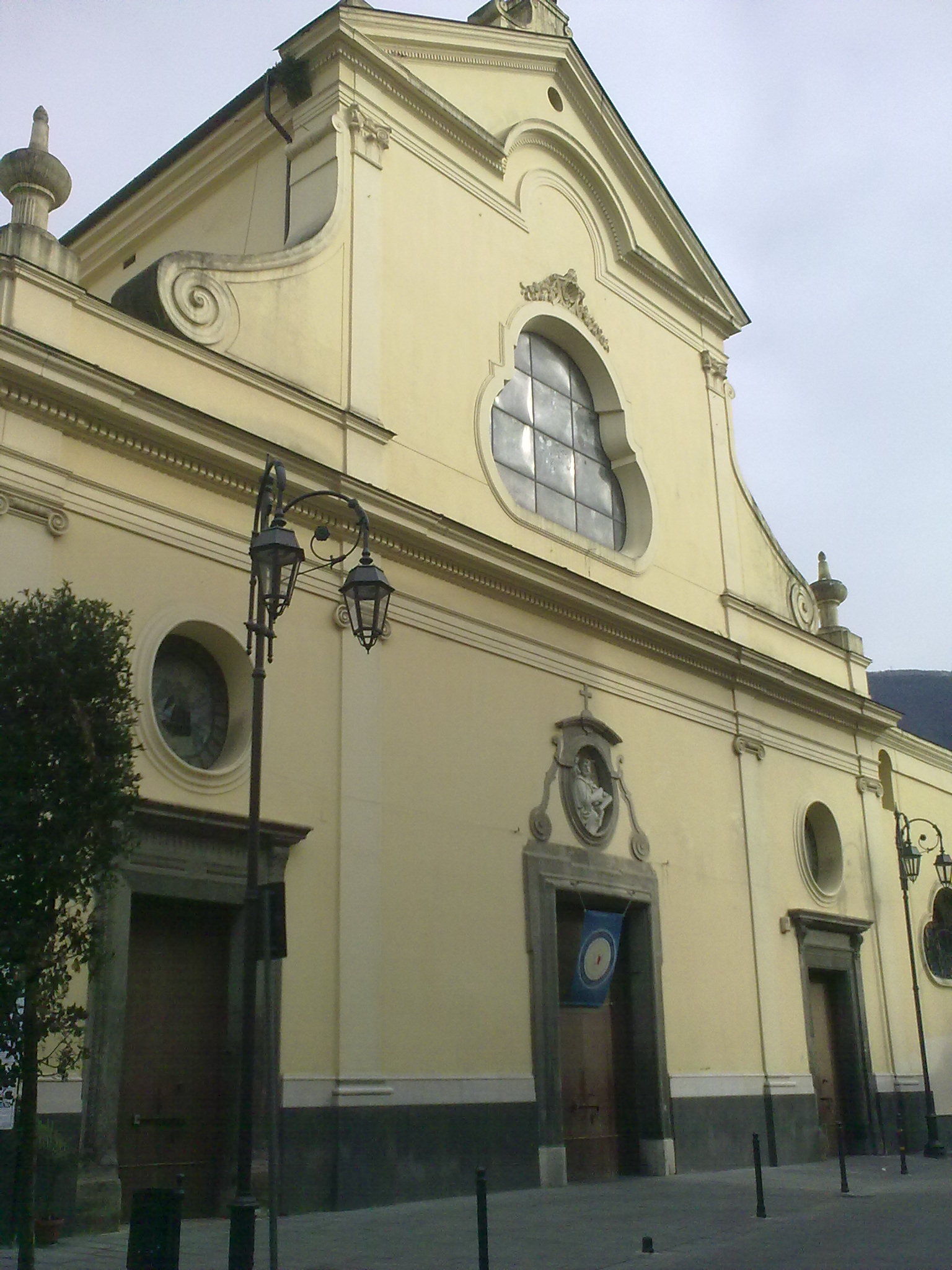
La chiesa di San Matteo

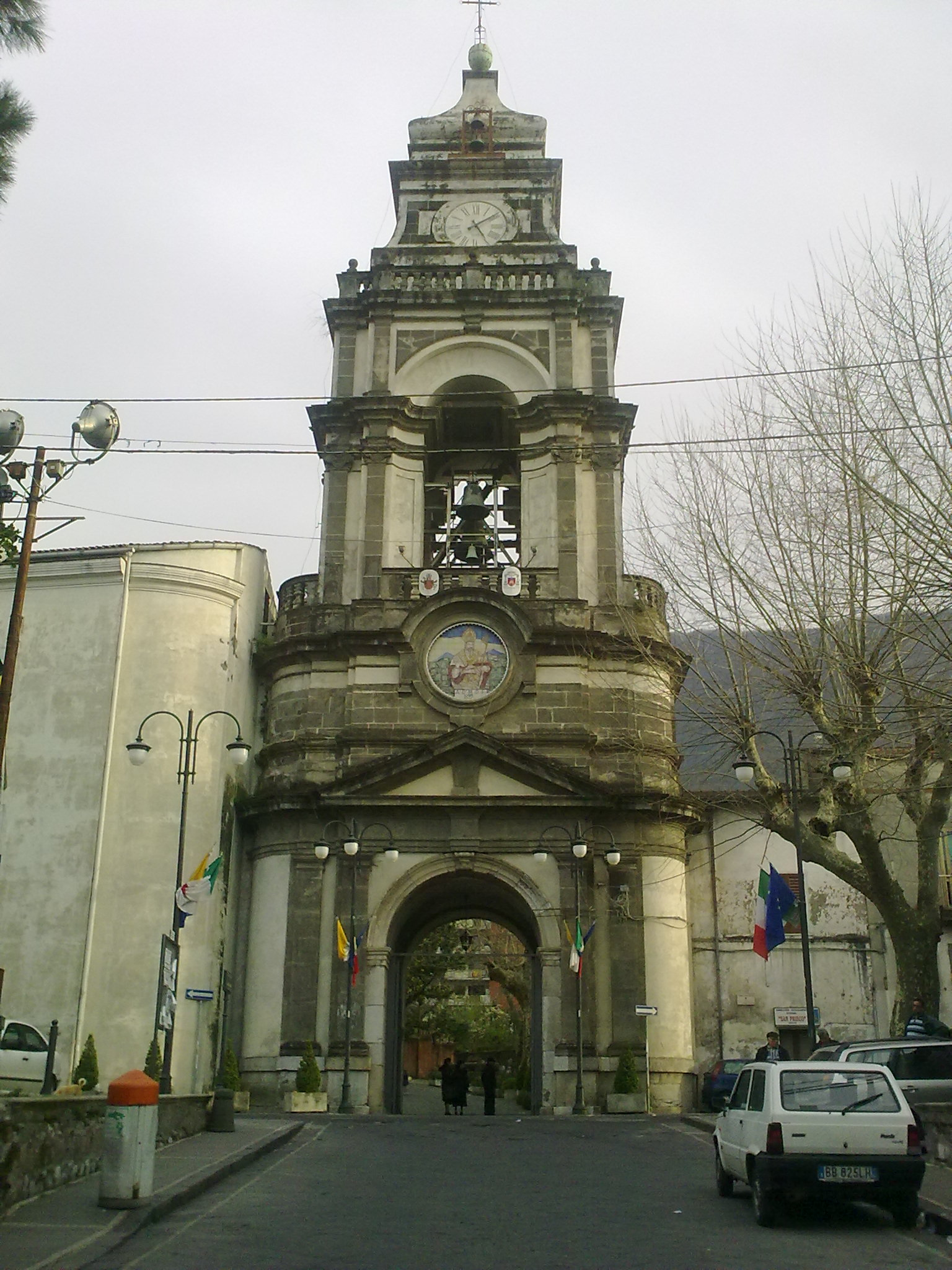
Il campanile della cattedrale, opera di Francesco Solimena

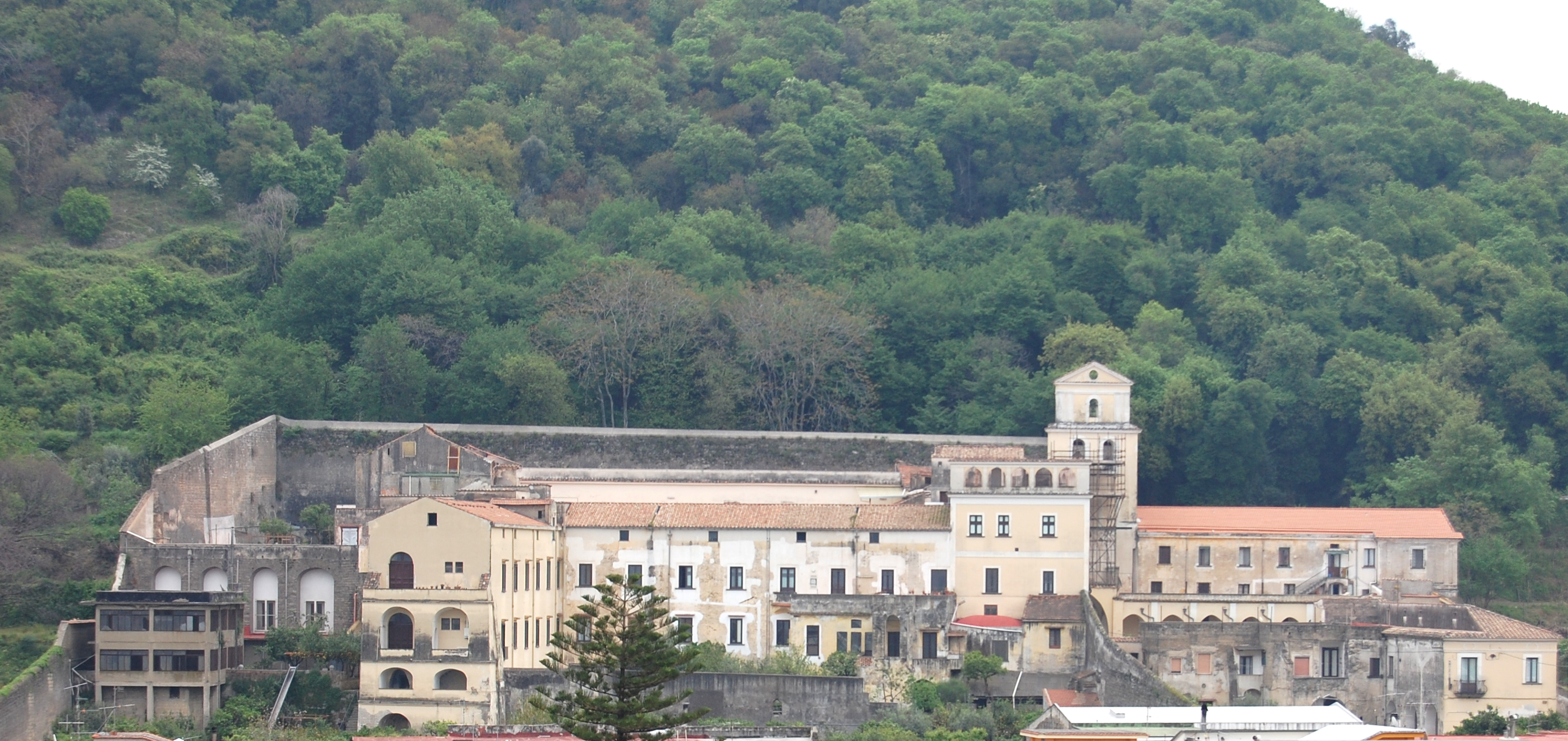
Il Convento di Sant'Anna.

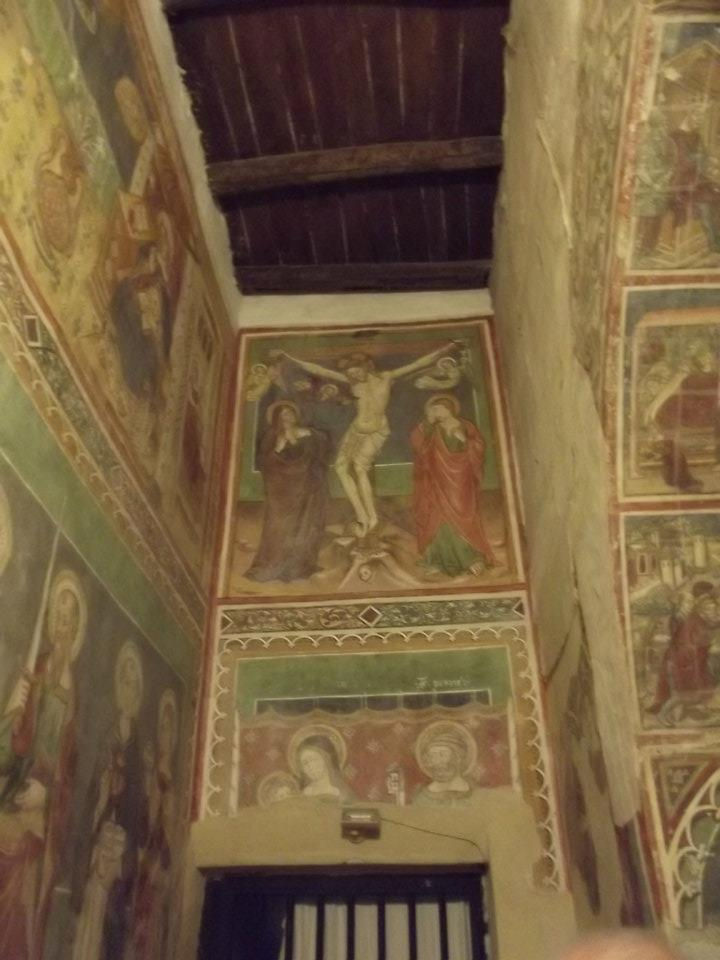
Affreschi quattrocenteschi, presso il Convento di Sant'Anna.

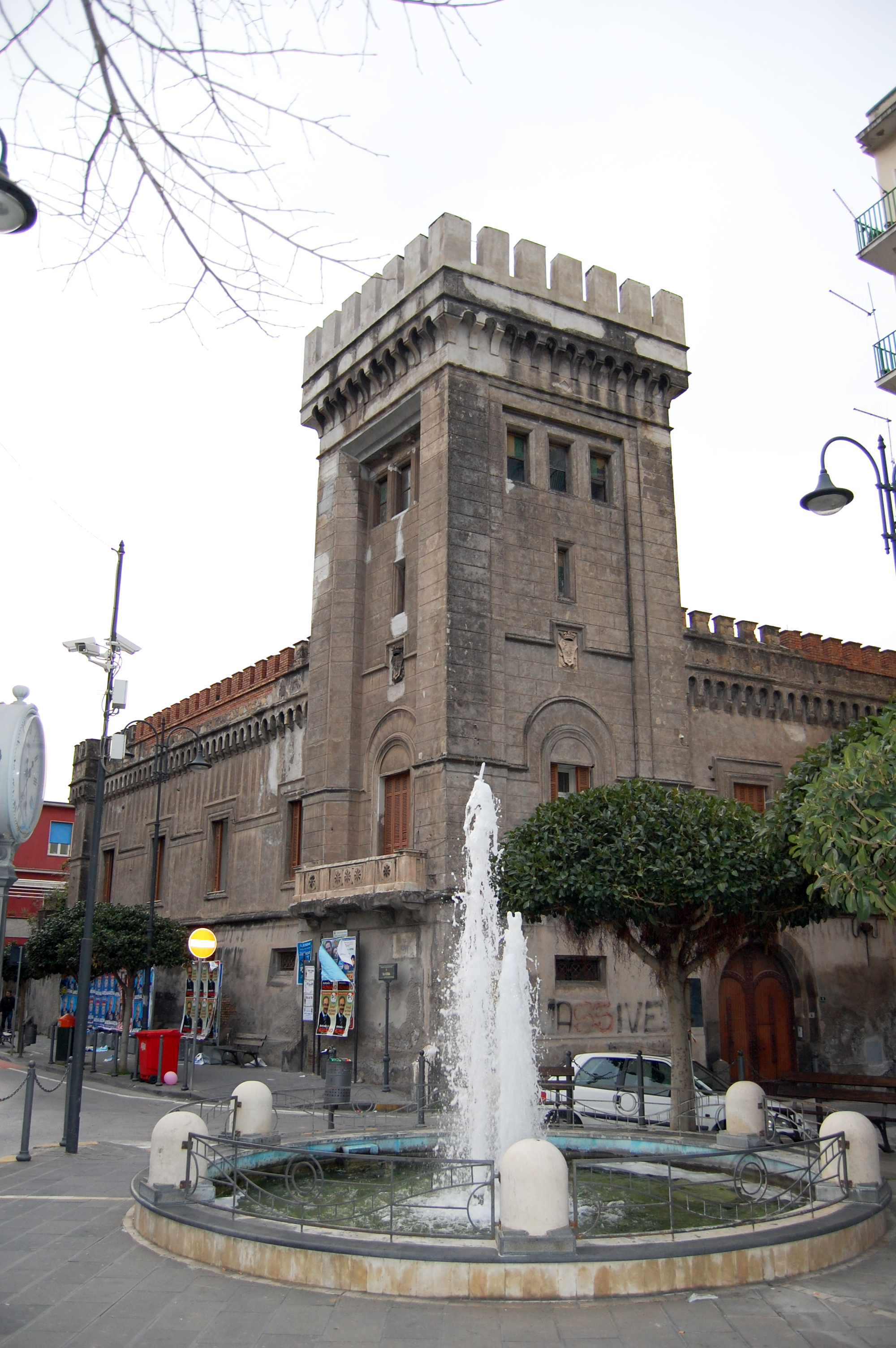
Palazzo e torre Guerritore-Broya

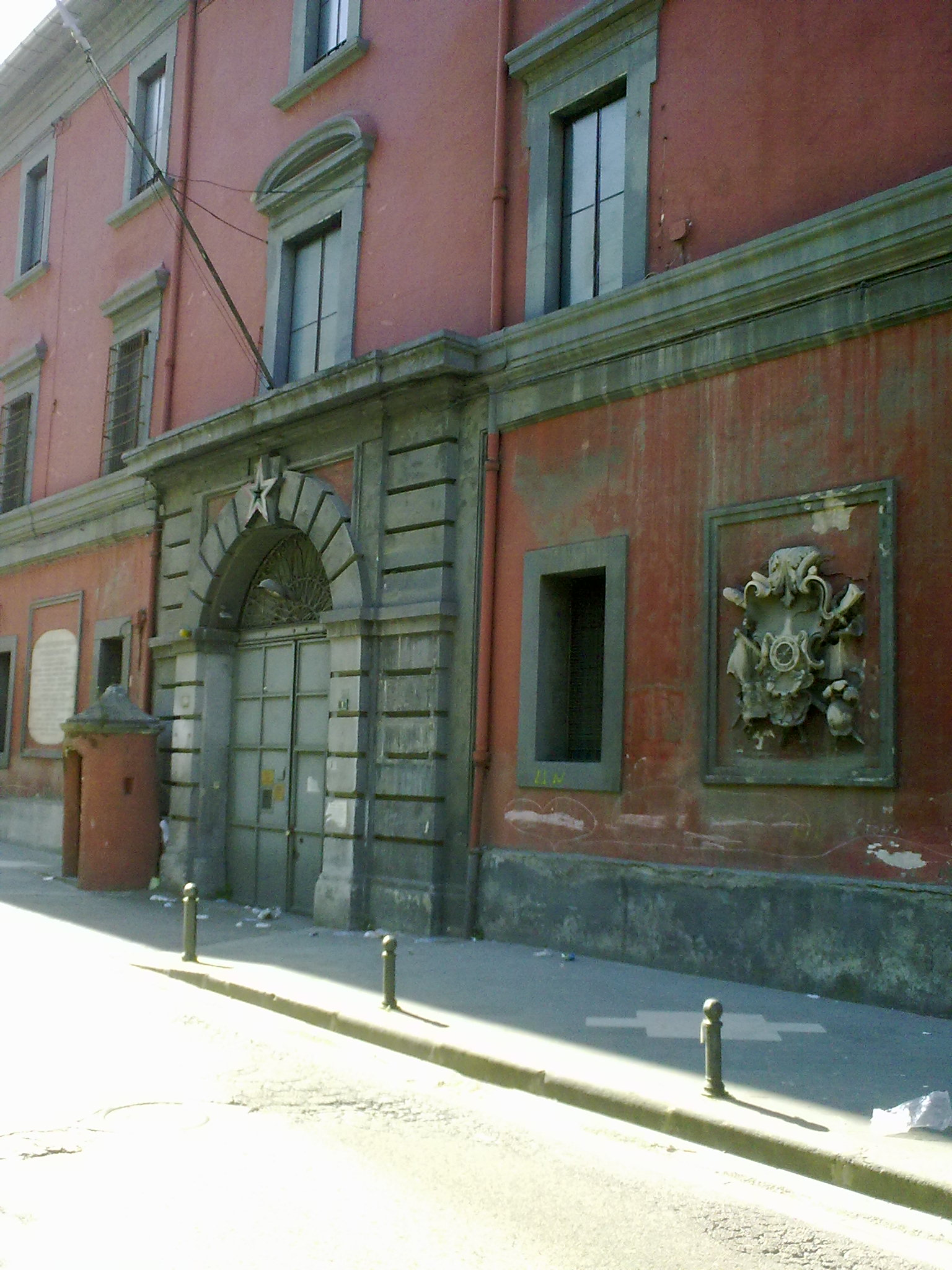
L'ingresso della caserma settecentesca

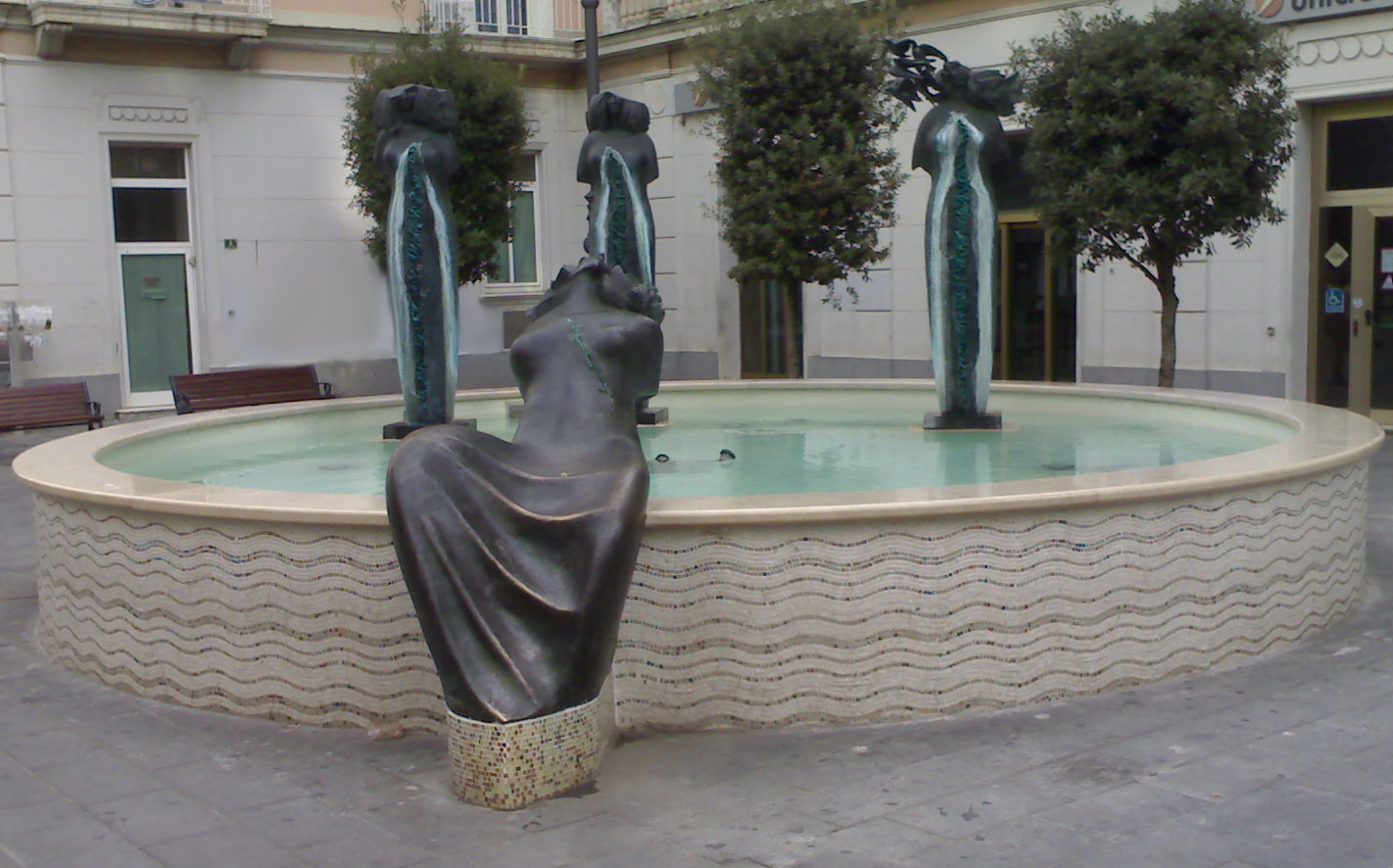
La Fontana della Fertilità in piazza Amendola

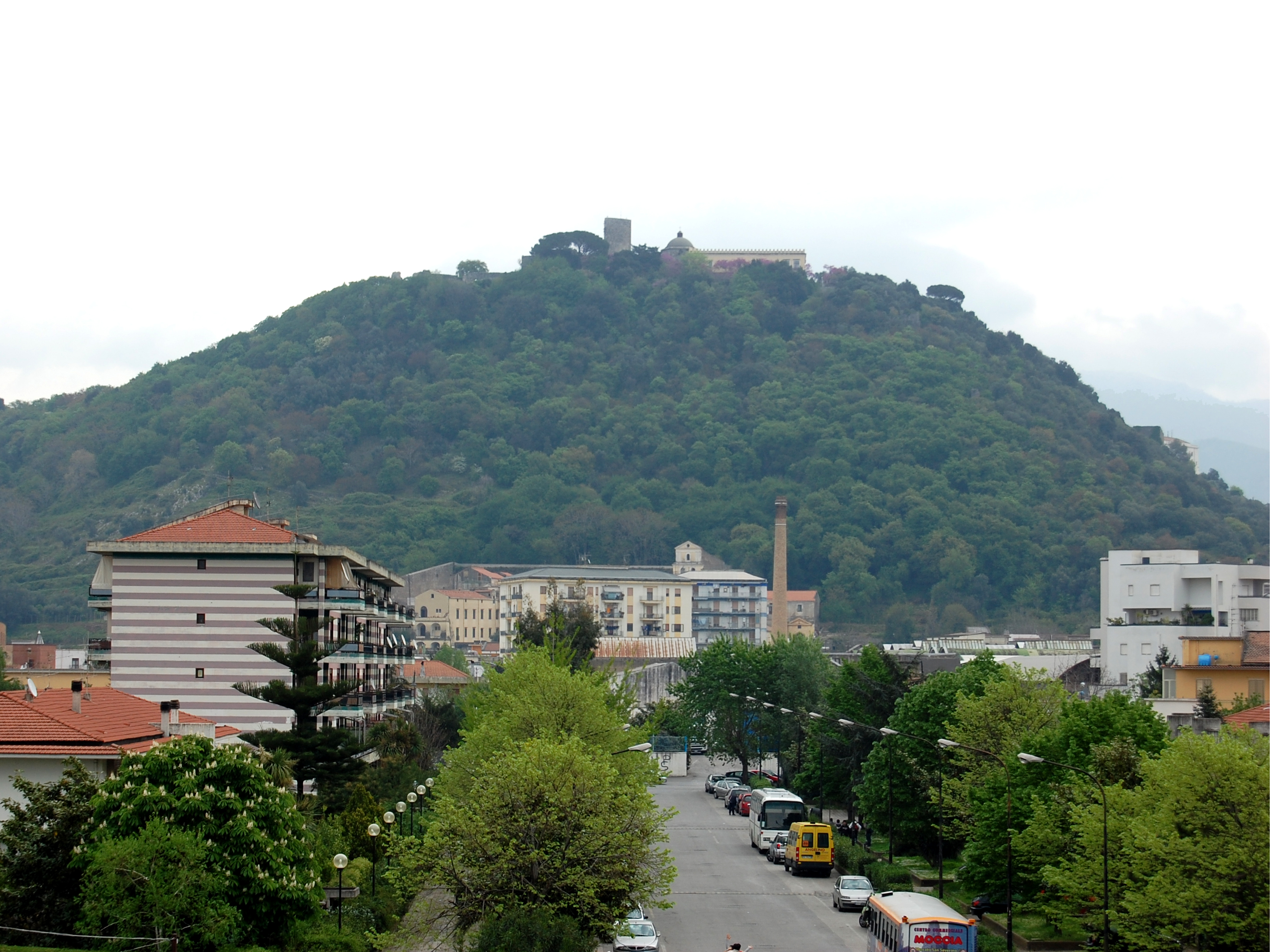
La Collina del Parco

### Architetture religiose

#### Basiliche
- Basilica Cattedrale di San Prisco (IV secolo - X secolo - XIV secolo)
- Basilica e convento di Sant'Antonio (XIII secolo)
- Basilica di Sant'Anna (XIII secolo)

#### Strutture principali
- Chiesa di Sant'Angelo in Grotta (X secolo)
- Chiesa di San Matteo (X secolo)
- Chiesa e convento di San Giovanni in Parco (XI secolo)
- Monastero di Santa Chiara (XIII secolo)
- Palazzo vescovile (XVI secolo)
- Curia diocesana (XVI secolo)
- Chiesa e convento di Sant'Andrea (XVI secolo)
- Chiesa del Corpo di Cristo (XVI secolo)
- Santuario di Santa Maria dei Miracoli (XVI secolo)
- Chiesa di San Bartolomeo (XVIII secolo)
- Chiesa di San Giuseppe (XX secolo)

#### Altre chiese e cappelle
Parrocchie
- Chiesa dei Santi Apostoli Simone e Giuda
- Chiesa di Santa Maria del Presepe (detta anche Santa Monica)
- Chiesa di Maria Immacolata
- Chiesa di San Giovanni (nuova)
- Chiesa di Sant'Anna a Fiano

Chiese non parrocchiali
- Chiesa di San Giovanni (vecchia)
- Chiesa della Madonna del Parto, detta anche Sant'Anna 'a scura (Sperandei)
- Chiesa di Santa Croce
- Chiesa di Santa Maria di Costantinopoli (Merichi)
- Chiesa di Santa Maria a Pago
- Chiesa di San Gioacchino

Cappelle principali
- Cappella di San Nicola
- Cappella di Santa Sofia
- Cappella de Guidobaldi
- Cappella di San Giacomo
- Cappella di Materdomini (strada provinciale Nocera-Sarno)
- Cappella di San Rocco (Casale del Pozzo)
- Cappella di San Lorenzo a Piedimonte
- Cappella della Madonna delle Grazie a Piedimonte
- Cappella di Santa Maria di Costantinopoli (via Astuti)
- Cappella del Buon Consiglio (al Casale Nuovo)
- Cappella del Buono e Perpetuo soccorso (presso l'ex convento in via Garibaldi)

Strutture scomparse
- Santa Maria e San Martino (in unum constructe[19] presso il castello del Parco)
- Santa Croce (ubicata ante porta maiori[19] del castello del Parco)
- Chiesa di San Filippo alle macerie (ubicata presso il rione Vescovado, prima struttura dell'attuale Basilica Cattedrale di San Prisco)
- Chiesa di Santa Maria delle Pastine
- Chiesa della Madonna dei tre pigni o delli pigni (dov'è oggi il Santuario di Santa Maria dei Miracoli)
- Chiesa di San Bartolomeo (vecchia, rione Piedimonte)
- Chiesa di Santa Margherita (collina del Parco)
- Chiesa di San Leone (Castello del Parco)
- Convento di San Prisco (dove oggi sorge la Cattedrale)
- Convento degli Agostiniani (oggi ne rimane solo la chiesa di Santa Monica, riedificata nel corso del XX secolo)
- Congregazione delle Suore Terziarie Francescane di Sant'Antonio (in via Matteotti, oggi casa di riposo)

### Architetture civili
- Palazzo Fienga (XIX secolo), edificato sulla sommità della collina del parco, ed adiacente al castello medioevale, ingloba anche edifici realizzati dai Dè Guidobaldi (cappella circolare) e il mastio del castello medioevale. L'ala verso nord accoglieva in ampi saloni la preziosa collezione archeologica della famiglia Fienga.
- Palazzo ducale (XVI secolo), fu realizzato da Ferdinando I Carafa, secondo duca di Nocera. L'edificio sorge a ridosso dell'antico Borgo (attuale via Solimena). Nel 1751 il palazzo ducale fu raso al suolo e rialzato trasformato in Caserma di Cavalleria, la caserma Tofano.
- Palazzo Lanzara, ex Castelrodrigo (XVII secolo), tra il liceo classico ed il palazzo comunale si passeggia affiancando questa grande struttura tardo seicentesca. Interessanti il portale e le finestre su che danno su piazza Cianciullo. Caratteristica la Cappella di Santa Sofia (con epigrafe in alfabeto greco), del XIX secolo.
- Palazzo e Torre Guerritore Broya (XIX secolo), il piccolo edificio turrito, ormai simbolo della città, impreziosisce il centro cittadino con la sua mole ottocentesca.
- Palazzo De Francesco (XVIII secolo), insieme al prospiciente seminario, costituisce l'accesso monumentale al viale che conduce alla Cattedrale, nel quartiere Vescovado. Il palazzo, impreziosito dalla piccola cappella di famiglia, è caratterizzato da un ampio portale e da una loggia porticata che si affaccia sul cortile interno. Il primo piano è decorato da affreschi dal tema architettonico.
- Palazzo Lanzara Del Balzo (XIX secolo).
- Palazzo Comunale (XIX secolo), la sede municipale nocerina è il centro geografico e amministrativo della città.
- Palazzo del Liceo Classico (XX secolo), da sempre il polo più prestigioso per gli studi dei cittadini, l'edificio è noto anche nella storia del cinema per essere stato citato da Ettore Scola nel suo C'eravamo tanto amati.
- Palazzo Gabola (XX secolo), l'elegante struttura si colloca quasi di fronte al palazzo comunale. Suggestive le colonne che ne circondano il portone.
- Galleria Maiorino (XX secolo), in via Matteotti, non lontana dal palazzo comunale, rappresenta una elegante piazza coperta. Realizzata all'inizio degli anni ottanta dall'architetto Nicola Pagliara, è stata costruita sul sito del dismesso cinema "Modernissimo". È sede di negozi ed uffici.
- Galleria del Corso (XX secolo), di recente realizzazione, collega piazza del Corso con via Garibaldi. Caratterizzata dai portici a volta che la circondano, ha ampio ingresso scenografico nella parte orientale.
- Palazzo Piccolomini d'Aragona (XX secolo), in via Lucarelli, nei pressi del Liceo Giambattista Vico. Costruito in stile Liberty nel 1927, è caratterizzato da una torretta recante lo stemma familiare. I provvedimenti seguiti alla riqualificazione della linea ferroviaria ridussero notevolmente le dimensioni del giardino che circonda il plesso.

### Architetture militari
- Castello del Parco (X secolo), è il cuore pulsante della cultura nocerina, ospitando manifestazioni musicali e teatrali. Fin dalla sua costruzione ha ospitato letterati, storici e un papa.
- Caserma Tofano (XVIII secolo), il Gran quartiere o Caserma rossa, com'è comunemente chiamato rappresenta l'edificio più imponente della città. L'attuale edificio fu realizzato sull'area del palazzo ducale della famiglia Carrafa, forse inglobandone una parte.
- Caserma Libroia (XX secolo) Edificata nell'area della ex piazza d'armi la struttura, costruita secondo canoni militari moderni, è sede del 45º battaglione trasmissioni "Vulture".

### Altro
- Largo Sant'Antonio, è la piazza più suggestiva della città, caratterizzata dalla grande scalinata bianca che porta all'ingresso del convento omonimo.
- Corso Vittorio Emanuele, rappresenta il cuore commerciale della città. Ricalca l'antico asse della via Regia o Nocerina, che dal Golfo di Salerno, conduceva a Castellammare di Stabia.
- Via Castaldo e via Solimena, queste caratteristiche vie, note come Mercato (via Castaldo) e Borgo (via Solimena), hanno conservato gran parte della conformazione originale e sono costellate di palazzi di interesse storico, come la Chiesa del Corpo di Cristo, la villa comunale, la caserma Tofano. Il Borgo ('o Buvero), oltre ad aver ospitato le case dei Solimena, occupa un posto speciale nella letteratura italiana del '900 perché Domenico Rea vi ha situato l'abitazione di Miluzza, la protagonista del suo romanzo Ninfa plebea.
- Fontana della fertilità, (XXI secolo), è sita al centro della città (piazza Amendola), di fronte alla moderna chiesa di Santa Maria del Presepe (struttura moderna degna di nota per tre mosaici dorati, tra i quali spicca quello imponente raffigurante la natività posto alle spalle dell'altare). Realizzata nel 2007 dallo scultore nocerino Onofrio Pepe e fusa dalla Fonderia Artistica Ferdinando Marinelli di Firenze, rappresenta il simbolo della ricostruzione nocerina di questi ultimi anni. Fa parte di un piccolo complesso monumentale che vede altre due statue bronzee ai lati dell'adiacente piazza Diaz. Il gruppo è formato da quattro statue, di cui tre poste all'interno della fontana dalle quali sgorgano dei riottoli di acqua, e una, femminile, seduta sul bordo di essa.
- Via Origlia, recentemente riportata all'antico splendore, per il suo andamento tortuoso è forse, oggi, la via più suggestiva del centro di Nocera.

### Siti archeologici
- Monumenti funerari di Piazza del Corso, (II secolo a.C.-III secolo), il complesso archeologico si trova nel cuore storico della città, e comprende monumenti funerari extra moenia della città di Nuceria Alfaterna.

### Aree naturali
Il territorio cittadino fa parte di due parchi regionali della Campania:
- Il Parco regionale Bacino Idrografico del fiume Sarno, che insiste sulla parte settentrionale del territorio comunale;
- Il Parco regionale dei Monti Lattari, che interessa l'area meridionale della città, lungo le dorsali del Monte Albino.

A Nocera sono presenti, inoltre, diverse aree verdi. Si tratta per lo più di piccoli parchi attrezzati di carattere rionale e dalle estensioni modeste. Tra queste la principale (anche per motivi storici) è la villa De Sauget.
- Villa De Sauget, addossata al versante meridionale della Collina del Parco, rappresenta parte dell'ex giardino di delizie del Palazzo Ducale dei Carrafa.

Di dimensioni decisamente rilevanti e veri e propri polmoni verdi nel territorio cittadino, sono le alture che circondano il centro urbano.
- Collina del Parco: nota anche come Collina di Sant'Andrea (in passato anche come monte di San Francesco), è urbanizzata su tre lati. Caratterizza la mole della città verso il nord. Circondata da strutture monastiche, è attrezzata con vari percorsi naturalistici punteggiati di resti di epoca medievale.
- Monte Albino: la grande montagna domina lo sguardo di chi volge gli occhi a sud. Ricca di acqua e di grotte, rappresenta l'ultima propaggine dei Monti Lattari. Alle pendici è stato attrezzato un percorso per le attività sportive. Il percorso, progettato nel 2005 dall'architetto Alfonso Petta, ripercorre il tracciato superficiale dell'acquedotto dell'Ausino ed è stato realizzato utilizzando materiali naturali e rispettosi dell'ambiente circostante.
- Collina di San Pantaleone: il territorio di questo piccolo monte è diviso tra le città di Nocera Inferiore e Pagani. Limita ad occidente la città.

## Società

### Evoluzione demografica
Abitanti censiti

### Etnie e minoranze straniere
Al 31 dicembre 2017 a Nocera Inferiore risultano residenti 1 541 cittadini stranieri. Le nazionalità più numerose sono:
1. Ucraina, 445
2. Romania, 245
3. Marocco, 215
4. India, 156
5. Pakistan,	109
6. Bulgaria, 52
7. Cina, 39
8. Russia, 37
9. Polonia, 37
10. Capo Verde, 36

### Lingue e dialetti
Il dialetto nocerino corrisponde alla lingua napoletana con piccole variazioni diatopiche rispetto al napoletano standard. Caratteristica peculiare della pronuncia nocerina è la "e" sempre aperta: Nucæra, cafæ, sacchætta (Nocera, caffè, sacchetta).

### Religione

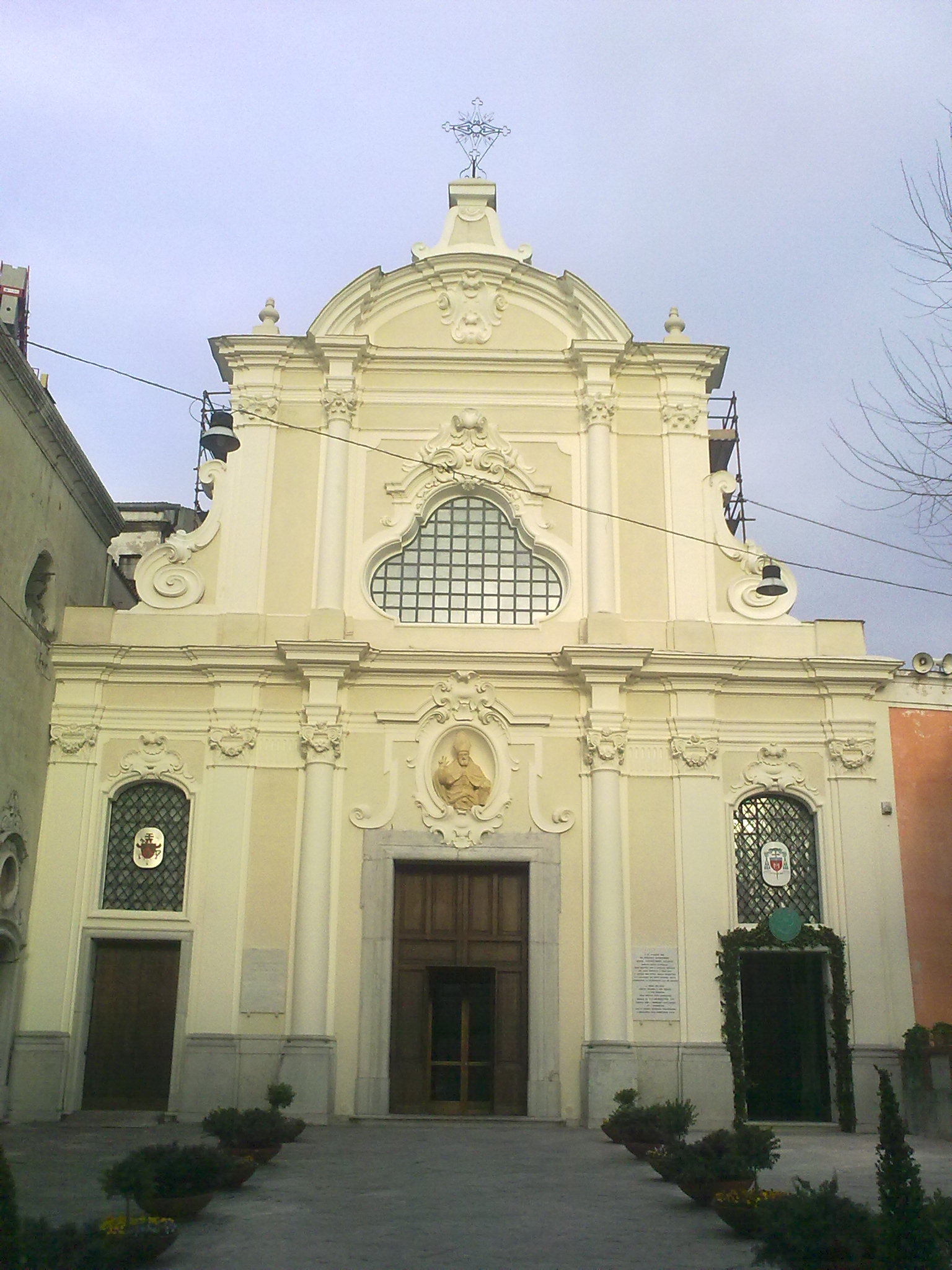
La Basilica Cattedrale di San Prisco

La maggioranza della popolazione è di religione cristiana appartenente principalmente alla Chiesa cattolica; il comune appartiene alla diocesi di Nocera Inferiore-Sarno.
La particolare conformazione urbanistica che la città di Nocera ha avuto in passato, divisa in villaggi separati da ampi spazi coltivati e ampi giardini di ville e palazzi, ha fatto sì che in città le varie feste popolari non siano sentite in egual modo da tutta la popolazione.
Lo stesso discorso vale anche per la festa principale della città, San Prisco, patrono della città e della diocesi, festeggiato principalmente nella zona del Vescovado pur con il coinvolgimento dell'intera popolazione cittadina.
Durante la settimana in albis particolare devozione è riversata nei confronti statua della Madonna dei Miracoli, conservata nell'omonimo santuario di Montalbino. Qui sono conservate le statue dei santi Eligio (protettore degli animali) ed Emiddio (protettore contro i terremoti) che vengono portate in processione per le vie del centro cittadino.
L'altra confessione cristiana presente è quella Evangelica con una comunità:
- Chiesa evangelica pentecostale[23] ADI

Fra le altre religioni sono presenti una Sala del Regno dei testimoni di Geova e una piccola moschea islamica, ubicata in via Gramsci (Capo Casale).

### Tradizioni e folclore
In città, i festeggiamenti sono sentiti nei vari rioni. I Santi più venerati sono San Prisco, patrono della città, al Vescovado; Santa Lucia e Sant'Agnello per la zona dei tre casali; Santa Rita a Casolla; San Giovanni Battista a Cicalesi; Santa Maria dei Miracoli a Montalbino. Dal luglio 2015 dopo ben 30 anni dall'ultima volta, sono ritornati i festeggiamenti di ordine civile in onore di S. Anna.
Data la capillare presenza francescana in città, con tre conventi (i cappuccini del convento di Sant'Andrea, i minori conventuali del convento di Sant'Antonio e le clarisse del monastero di Santa Chiara) la popolazione sente molto la festa di Sant'Antonio da Padova.
Sentita dalla popolazione è anche la festa dedicata all'Assunzione di Maria, che si tiene nella frazione di Materdomini di Nocera Superiore. Tale ricorrenza vede ancora oggi la preparazione di altari dedicati alla Madonna Assunta nei cortili del centro storico. Il 16 agosto nel Casale del Pozzo si festeggia San Rocco.

#### I riti della quaresima e della settimana santa

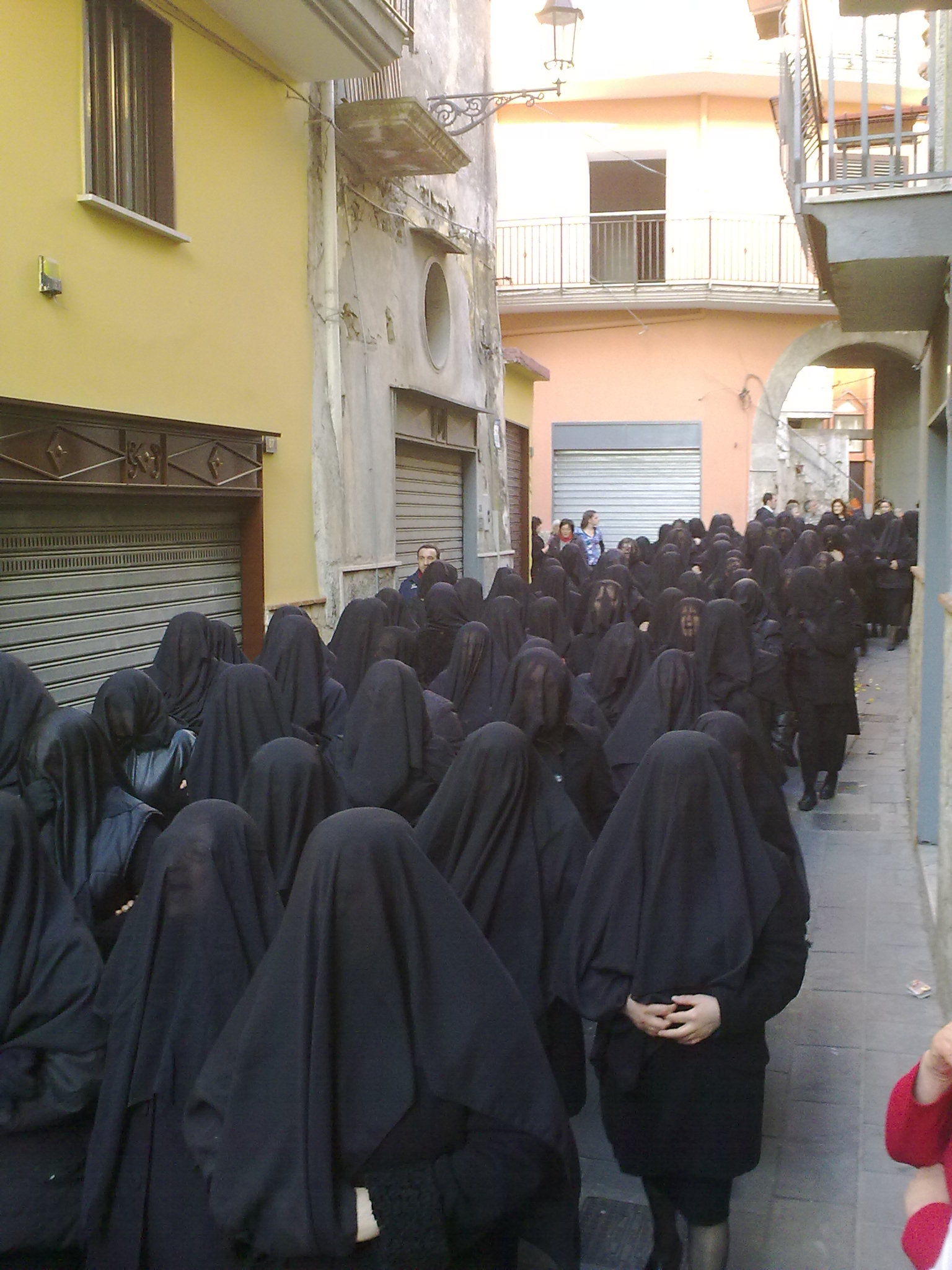
Il corteo delle "vedove" tra i vicoli di Capo Casale

Sono sentiti, infine, i riti della quaresima e della settimana santa.
Durante la quaresima nei cortili, soprattutto in passato, si innalzavano dei fantocci raffiguranti la quaresima. Durante il giovedì santo, dopo la messa in coena domini è tradizione per le chiese addobbarsi per ricordare l'ultima cena, mentre i cittadini effettuano il cosiddetto struscio, una passeggiata che deve culminare nella visita ad almeno tre chiese (o comunque un numero dispari di templi).

##### La processione del venerdì santo
La processione del venerdì santo parte dalla parrocchia di San Matteo (la chiesa madre della città). È composta dalle statue dell'Addolorata e di Gesù morto che sono seguite da un corteo di donne velate e vestite di nero, le vedove, che seguono il Cristo intonando canti di lutto.
Si snoda soprattutto per i cosiddetti "tre casali" (Capo Casale, Casale del Pozzo e Casale Nuovo), dove la manifestazione è più sentita.
In serata arriva davanti alla chiesa del Corpo di Cristo dove si uniscono al corteo il vescovo e le autorità cittadine.
Fa così ritorno verso la chiesa di San Matteo dalla quale il vescovo impartisce la benedizione alla folla.

##### La processione del lunedì e del martedì in albis
La processione che si svolge lunedì e martedì in albis, vede tanti animali accompagnare le statue della Madonna, di Sant'Eligio e di Sant'Emiddio per le strade del centro antico e della città e poi per i tornanti di Montalbino, fino a raggiungere il Santuario di Santa Maria dei Miracoli.

##### Il martedì di Pasqua, la "pasquetta nocerina"

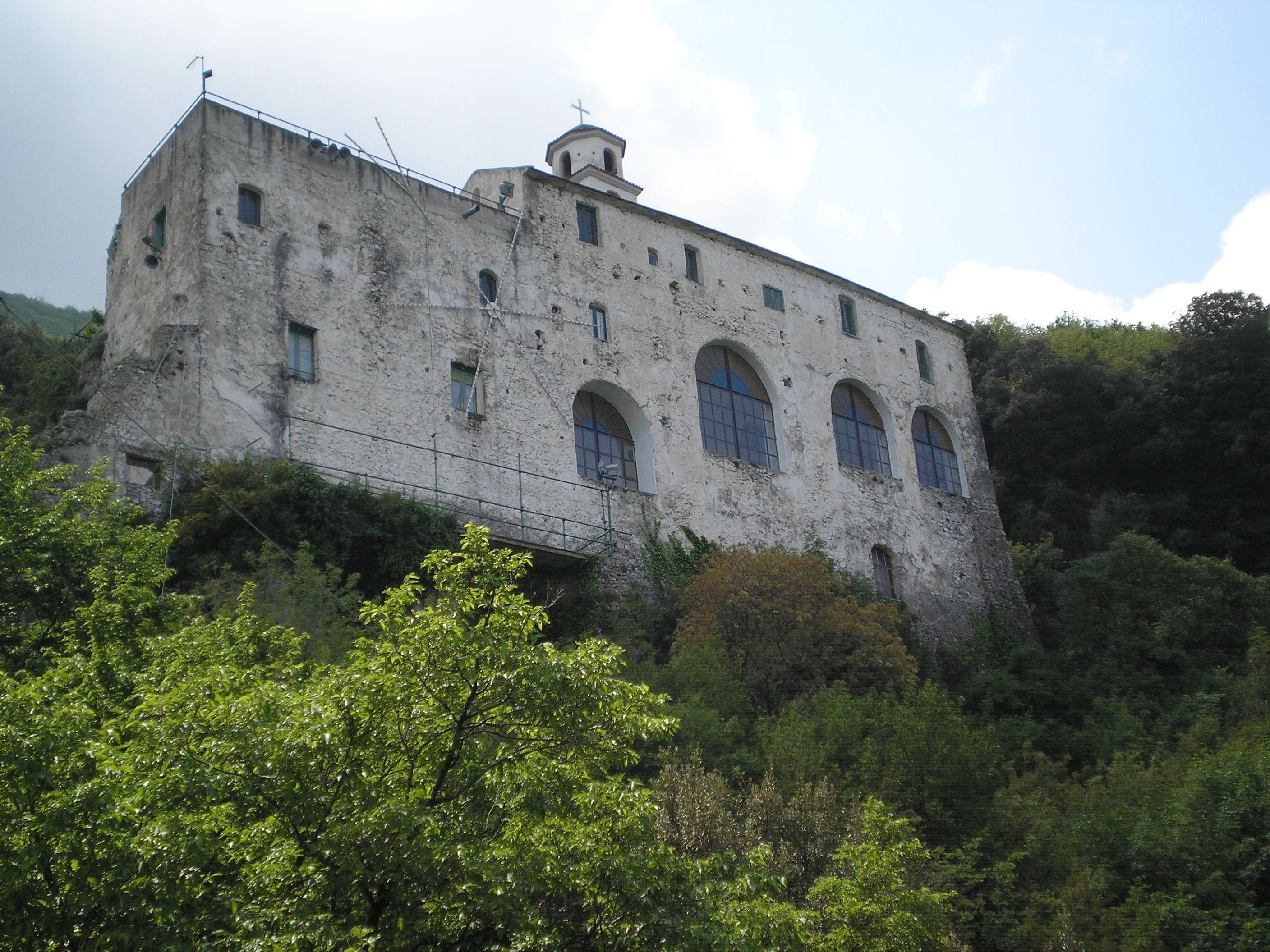
Il Santuario, meta della pasquetta

Una caratteristica specifica della città è festeggiare la pasquetta il martedì in albis e non il lunedì.
Tale avvenimento risale alla fine del XVI secolo, quando nocerini e paganesi avevano l'usanza di arrampicarsi il lunedì verso il Santuario di Santa Maria dei Miracoli di Mont'Albino.
Nel 1597 monsignor Carlo Baldini, dopo numerosi incidenti tra cittadini nocerini e paganesi durante la pasquetta, stabilì che i residenti di Pagani festeggiassero la pasquetta il lunedì in albis mentre i nocerini si potessero recare al santuario il giorno successivo, ed il resto della settimana (a seconda della classe sociale).
Tale usanza si mantiene ancora oggi.

#### La tammorriata
Anche se non rappresenta un "culto" come nelle città limitrofe, anche a Nocera si balla la tammorriata, per la quale esiste uno stile detto "nocerino" (termine inteso come "dell'agro nocerino-sarnese") che prevede una maggior partecipazione della pantomimica con avvicinamento frequente dei corpi, movimenti oscillatori del bacino, piegamenti sulle gambe, intenso e variato muovere delle braccia.

### Sanità

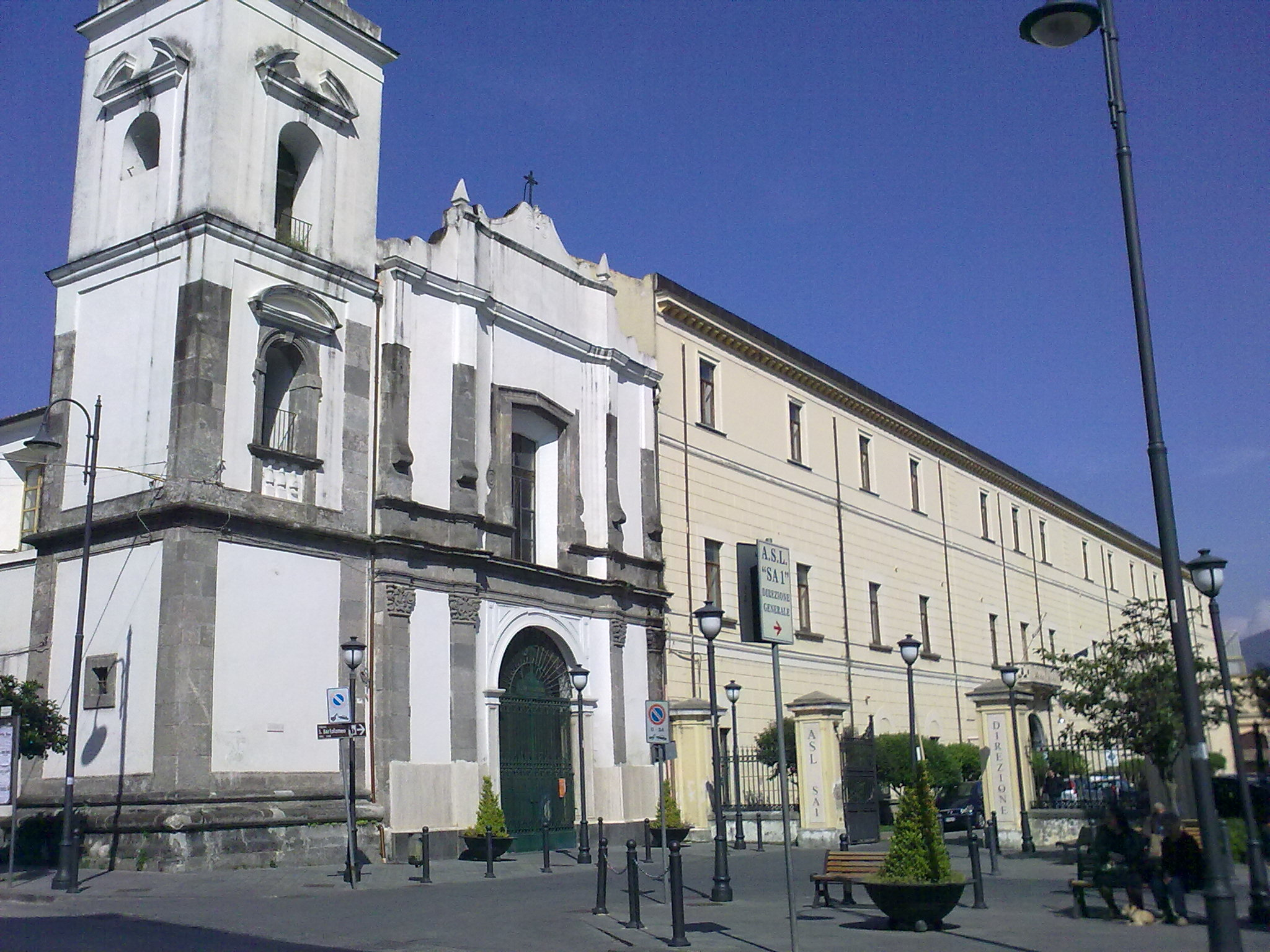
L'ex convento degli olivetani che ospita i locali dell'ASL

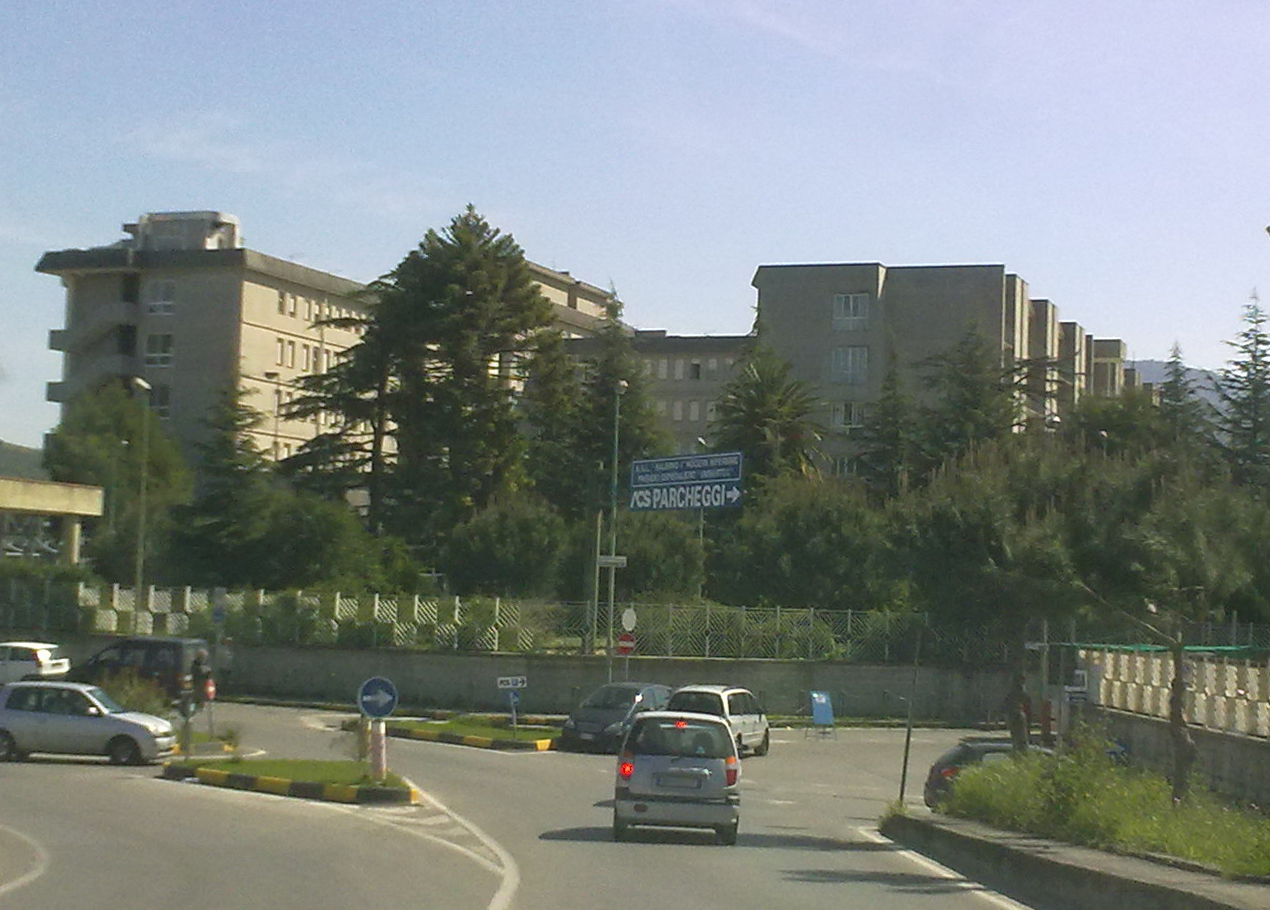
L'Ospedale Civile Umberto I

#### ASL
- Ex ASL SA1: la cui sede si trovava in via Giovanni Falcone (ex via Federico Ricco)

A Nocera ha operato la ASL SALERNO 1 che comprendeva i comuni dell'agro nocerino-sarnese, Cava de' Tirreni e la costiera amalfitana per un totale di circa 370.000 abitanti, per un totale di sei plessi ospedalieri: l'Umberto I di Nocera Inferiore, l'Andrea Tortora di Pagani, il Santa Maria Incoronata dell'Olmo di Cava de' Tirreni, il presidio di Castiglione di Ravello, il Mauro Scarlato di Scafati e il Martiri del Villa Malta di Sarno. Il territorio è diviso in cinque distretti sanitari di base. Oggi la provincia di Salerno fa riferimento ad un'unica ASL, con sede nel capoluogo.

#### Ospedale Umberto I
Ospedale riunito delle tre Valli, o Umberto I, viale San Francesco, 2. La struttura che, insieme all'Andrea Tortora di Pagani, forma un ospedale di III livello (come previsto dal Piano Ospedaliero Regionale) ospita le seguenti unità di base: pronto soccorso, nefrologia-emodialisi, chirurgia d'urgenza, gastroenterologia, anestesia e rianimazione, neurologia, otorinolaringoiatria, pneumologia, cardiologia e U.T.I.C., laboratorio di patologia clinica, centro immuno trasfusionale, odontostomatologia e chirurgia maxillofacciale, ortopedia e traumatologia, radiologia, neurochirurgia, urologia, neuroradiologia, pediatria - T.I.N., ostetricia e ginecologia, oculistica, malattie infettive, medicina interna e onco-ematologia, psichiatria.

## Cultura

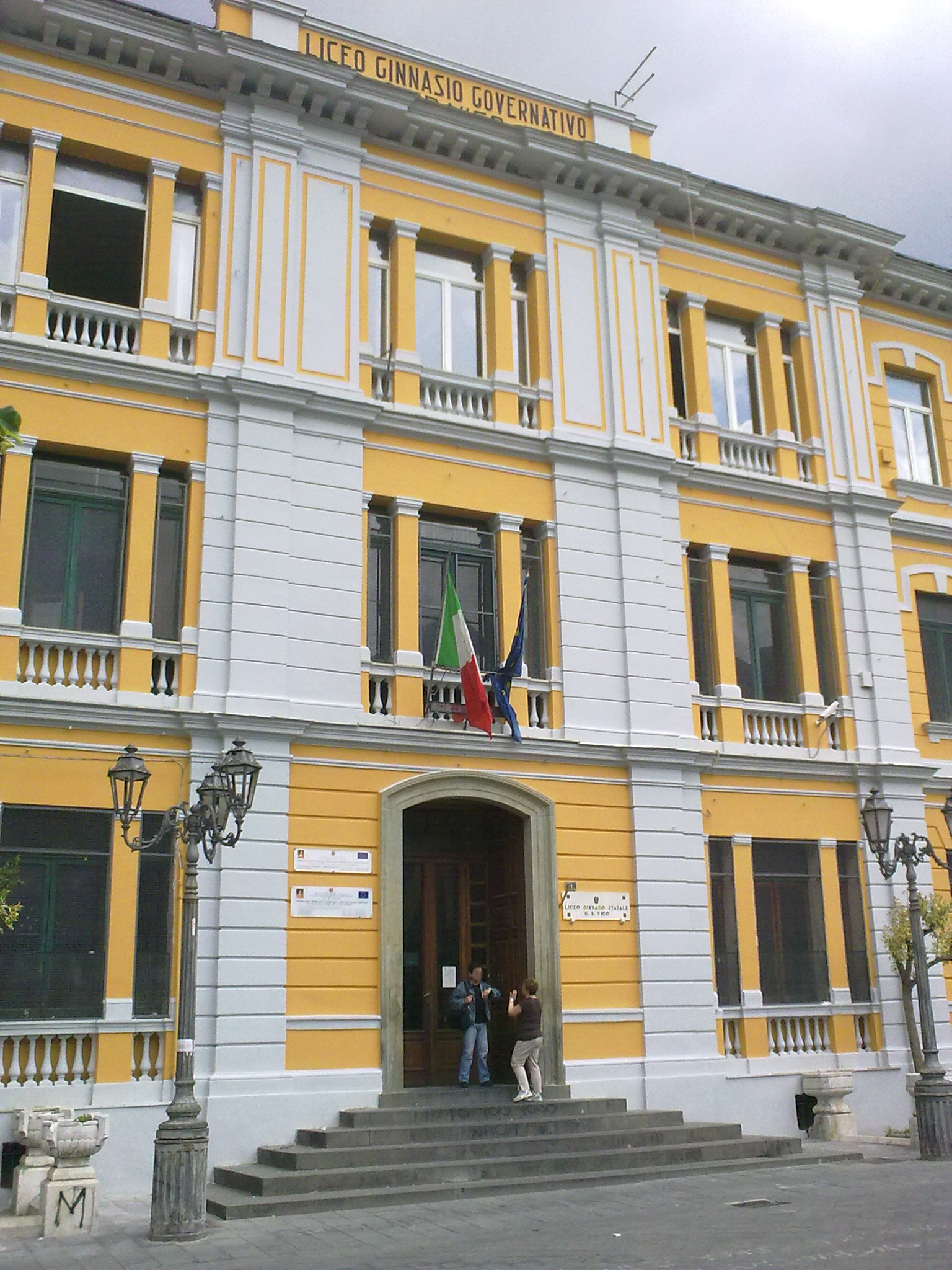
Prospetto del liceo

La città ha una popolazione scolastica di circa 12.000 unità. Dato il gran numero di istituti di grado superiore presenti sul territorio accoglie studenti provenienti anche da comuni limitrofi. Per anni, ha rappresentato il centro propulsore culturale per tutto l'agro nocerino.
Sono presenti istituti sia statali che privati.
Sono presenti sei biblioteche di particolare spessore culturale, infatti sono da citare anche raccolte librarie minori come quella del Liceo Classico, del Liceo Scientifico e la biblioteca dell'ex ospedale psichiatrico "Vittorio Emanuele", dove Marco Levi Bianchini tradusse, primo in Italia, le opere di Sigmund Freud.
Le strutture museali maggiori riguardano l'archeologia, la storia dell'arte e la fotografia (il cui museo ha annesso il Centro provinciale per il restauro fotografico).
Esiste una piccola sala espositiva interna anche nel Convento di Santa Chiara.

### Istruzione

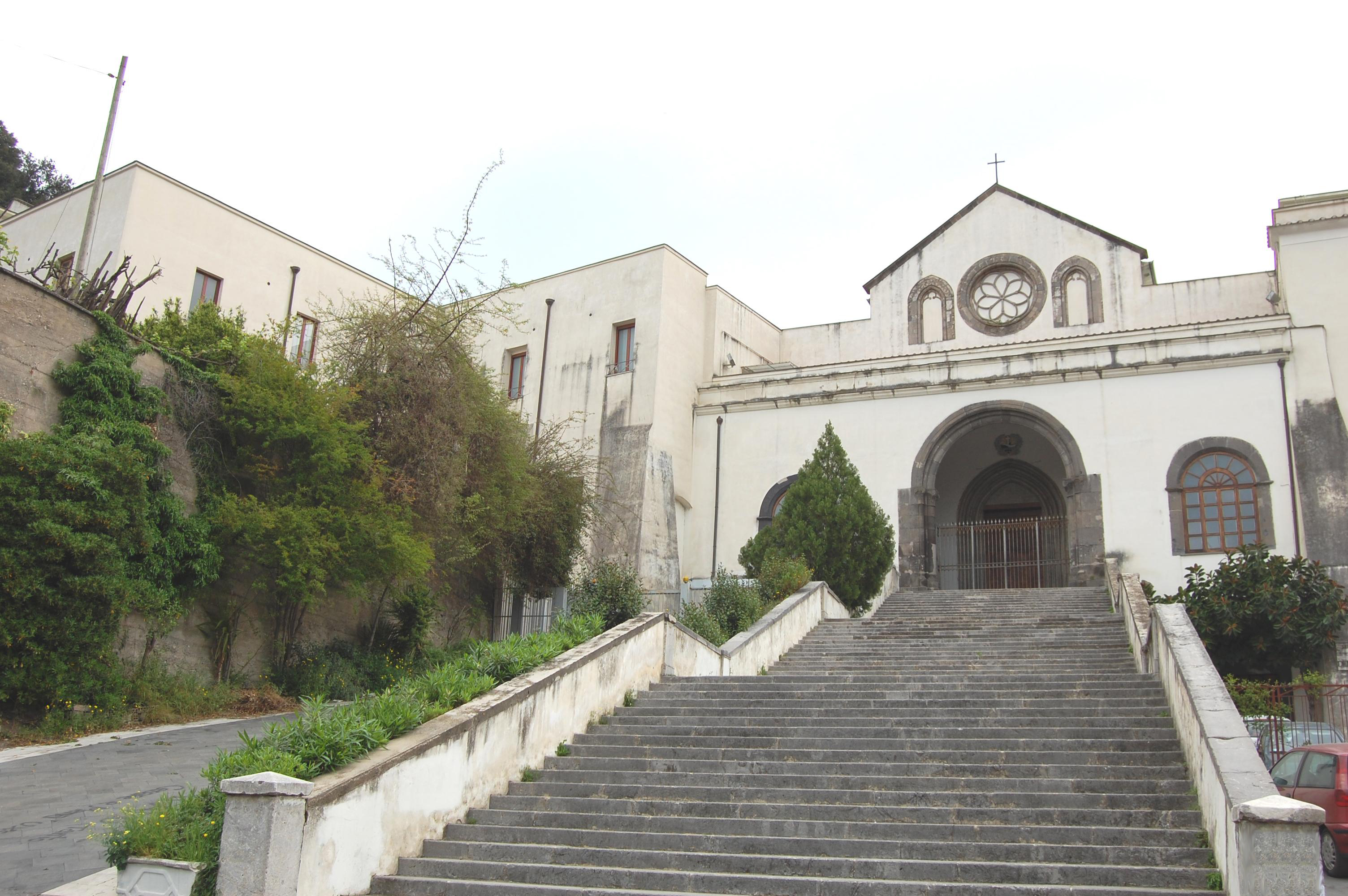
Il convento di Sant'Antonio, sede di una biblioteca

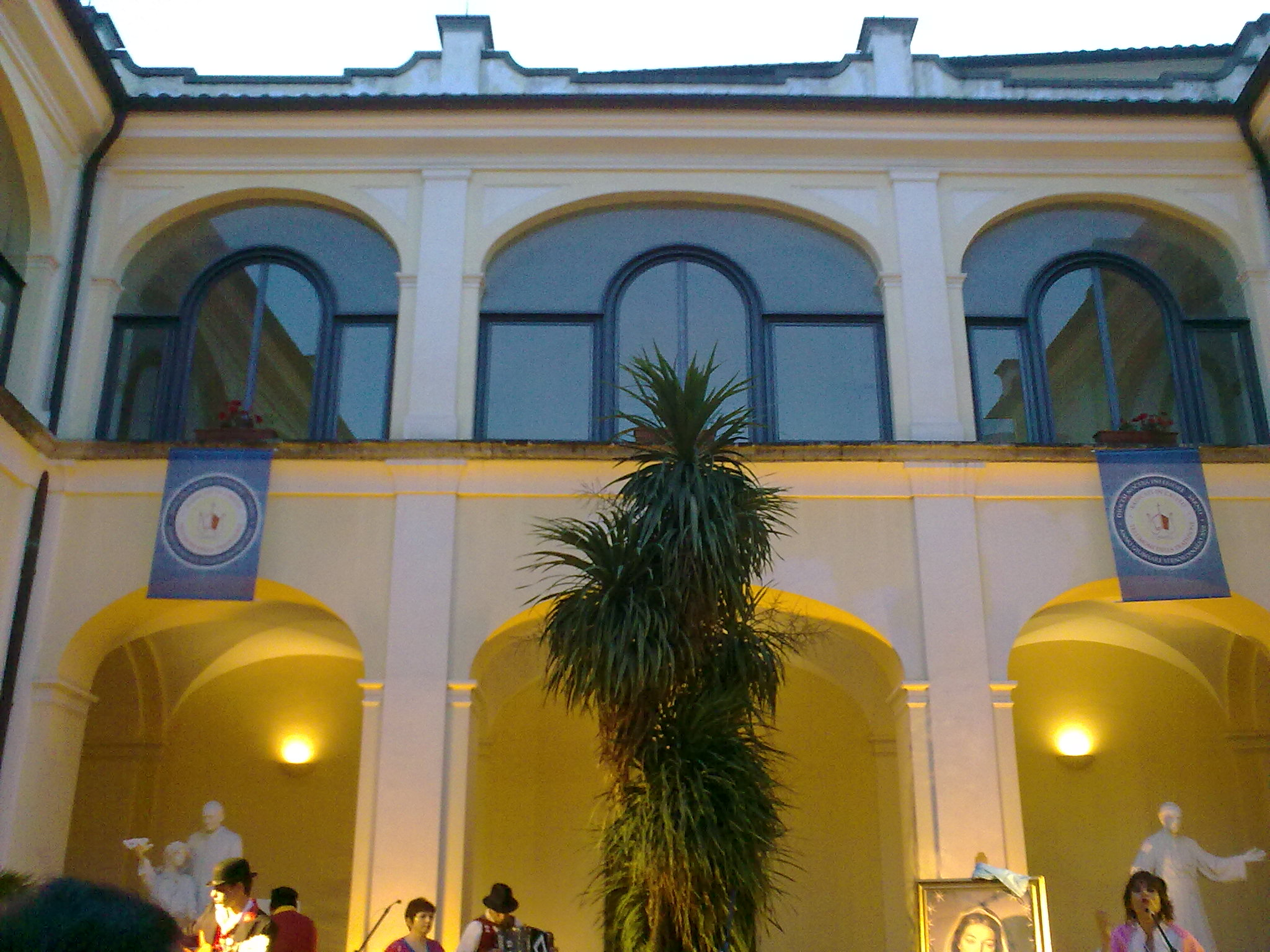
Il cortile della Curia diocesana

#### Biblioteche e archivi
- Biblioteca e Archivio Storico Comunale, palazzo "San Matteo", corso Vittorio Emanuele II, 52
- Biblioteca Sant'Antonio Dottore, piazza Sant'Antonio, presso il Convento di Sant'Antonio
- Biblioteca Diocesana, via Vescovado, presso il Palazzo della Curia Diocesana e il Palazzo Vescovile
- Archivio Storico Diocesano, via Vescovado, presso la Curia Diocesana
- Biblioteca Psichiatrica, via Federico Ricco
- Biblioteca del Liceo Classico "Gianbattista Vico", in piazza Cianciullo
- Biblioteca del Liceo Scientifico "Nicola Sensale"

#### Scuole
- Scuole materne ed elementari

Sono presenti 18 plessi statali divisi in 5 circoli didattici
- Scuole di primo grado

In città sono presenti 5 scuole medie
Scuola Secondaria di Primo Grado Francesco Solimena (primo istituto comprensivo Nocera Inferiore); Scuola Secondaria di Primo Grado Giuseppe De Lorenzo; Scuola Secondaria di Primo Grado Ilaria Alpi (Ex Dante Alighieri); Scuola Secondaria di Primo Grado A. Genovesi. Scuola Secondaria di Primo Grado G. Marconi.
La Francesco Solimena e la Giuseppe De Lorenzo si fonderanno agli inizi degli anni 2000 e prendendo il nome appunto di Solimena - De Lorenzo
- Istituti superiori

Gli istituti superiori presenti in città sono: il Liceo Classico "Giambattista Vico"; il Liceo Scientifico "Nicola Sensale"; il Liceo Sociopsicopedagogico (ex Magistrale) "Galizia"; l'Istituto Tecnico Industriale "Guglielmo Marconi"; l'Istituto Professionale per i Servizi Alberghieri e la Ristorazione "Domenico Rea"; l'Istituto Tecnico Commerciale "Pucci"; l'Istituto Professionale per l'Industria e l'Artigianato "Cuomo-Milone".

#### Musei

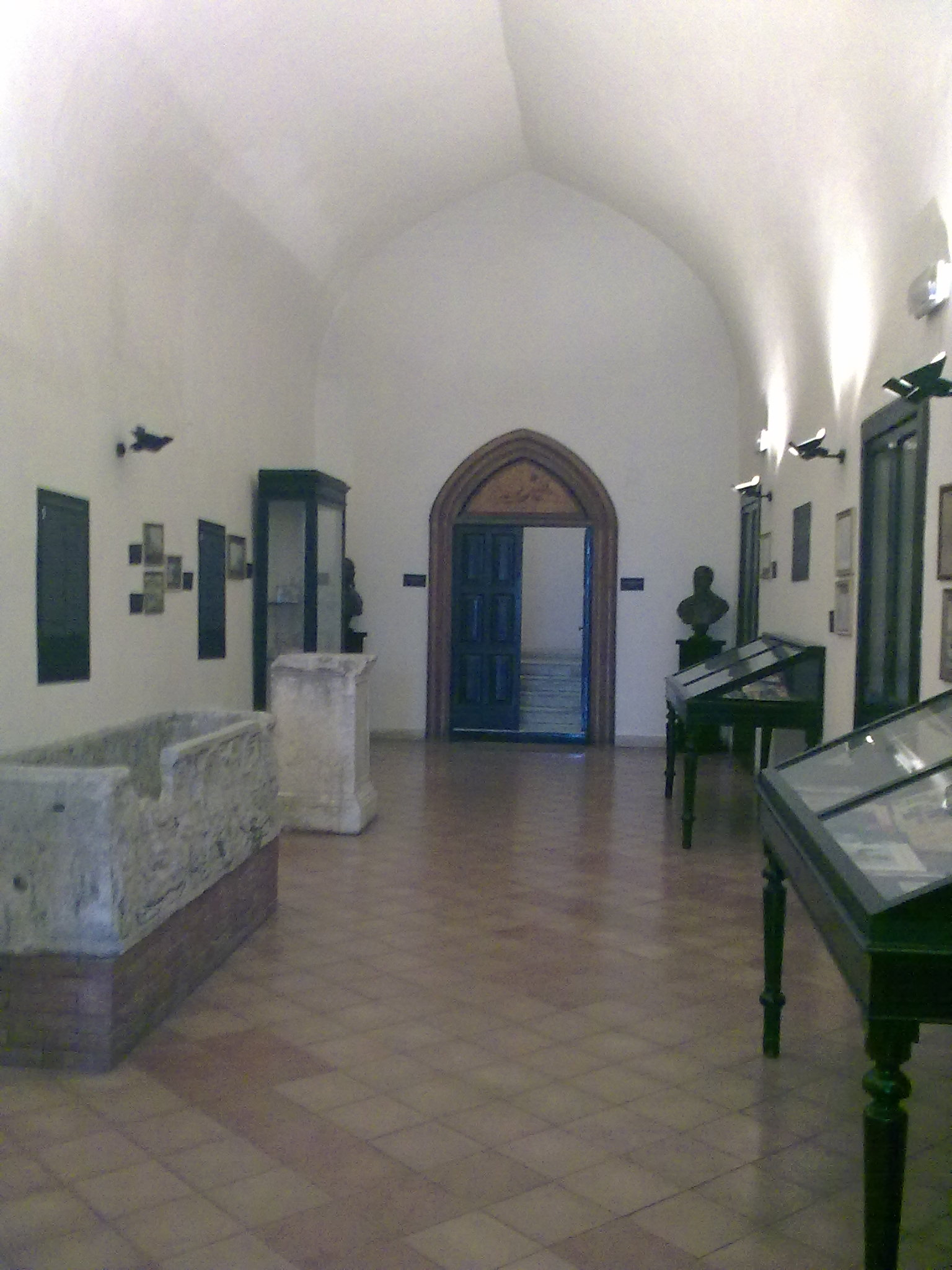
La galleria d'ingresso del museo archeologico

- Museo archeologico dell'agro nocerino: Ospita reperti di epoca protostorica (Cultura delle Tombe a Fossa della Valle del Sarno) e romana. Da segnalare l'oinochoe con l'incisione in alfabeto nucerino.
- Museo diocesano San Prisco: Inaugurato nel 2008, raccoglie testimonianze storiche della Diocesi di Nocera Inferiore-Sarno dalle origini ai giorni nostri.
- Pinacoteca del convento di Sant'Antonio: La pinacoteca, ospitata nel convento di Sant'Antonio, conserva dipinti di artisti di grande interesse, come Andrea Sabatini e Pietro Negroni.
- Museo didattico della Fotografia.
- Teatro Virtuale della Valle del Sarno: ospitato presso il palazzo Fienga propone, attraverso la realtà virtuale, un excursus archeologico che passa attraverso le ricostruzioni alcuni dei principali monumenti dell'Agro nocerino-sarnese che vanno dall'VIII secolo a.C. al II secolo d.C.
- Una Sala museale, contenente reperti relativi al monastero, è insita al convento di Santa Chiara.

### Media

#### Stampa
La testata storica, in edicola sin dal 1908, è il Risorgimento Nocerino, un fenomeno in città, legato anche all'attività satirica sui vari aspetti della vita cittadina che ha caratterizzato il giornale fin dalle prime uscite. Da alcuni anni ha sospeso le pubblicazioni per poi essere pubblicato nuovamente, in edizione telematica quotidiana, con una nuova registrazione ed una nuova proprietà, sotto la direzione di Gigi Di Mauro, a partire dal 2012.
Il Monitore è l'unico periodico in distribuzione gratuita.
Informa Nocera è un mensile edito e distribuito in forma gratuita dal Comune per informare i cittadini sulla vita e le iniziative della città.
La Diocesi stampa un mensile che si chiama Insieme.
Altre storiche testate locali sono state L'Espresso del sud di Goffredo Locatelli, Cittanova di Antonio Pecoraro e Dossier Sud di Geppino "Joe" Marrazzo.
A livello sportivo, le due maggiori testate, dedicate maggiormente al calcio e dunque legate alle sorti della Nocerina, sono: Forza Nocerina e Nocerina Live, quest'ultima svolge anche attività di web radio.

#### Radio
Nel 1974 nacque in città una delle prime radio libere dell'Italia meridionale. Il suo nome era R.D.A. (Radio diffusioni dell'agro) e la sua frequenza era 101,300 MHz.
Fu fondata da un gruppo di giovani appassionati radioamatori e da altri giovani idealisti, spinti dalla volontà di cambiare il mondo. Tante furono le voci che si alternarono ai microfoni della R.D.A. Importanti furono, all'epoca, la trasmissione in diretta dei risultati delle elezioni politiche con le proiezioni statistiche e le interviste ai politici, le trasmissioni che sempre in diretta davano voce agli ascoltatori sui problemi dell'Agro, le trasmissioni sportive con le dirette dai campi che vedevano impegnate le squadre locali.
Un'altra emittente R.N.A. (Radio Nocera Amica) diventò, poi E.R.T.A., e RTA (Radio Tele Agro) quando cominciò anche le trasmissioni televisive (scomparsa per anni e tornata in vita nel 2012 come RTA Live). Finanziata dalla vecchia DC. L'editore era lo stesso proprietario della scomparsa polisportiva Libertas Alfaterna.
In questa radio/televisione hanno mosso i primi passi giovani giornalisti, oggi professionisti, come Fabrizio Failla della RAI e Jolanda Granato.
Negli anni settanta nacque anche Nocera Amica, con sede in via Gabola, il cui motto era "Qui la tua fortuna!" e Nocera Radio Attiva una radio, nata dalla collaborazione di studenti, di operai, di docenti e intellettuali nocerini della sinistra.
Dalle sue ceneri nacque Radio Libera/mente. Questa Radio organizzò i primi concerti in teatro, nell'ampio cinema Modernissimo di via Matteotti: il primo concerto con il famoso gruppo "Osanna" di Lino Vairetti e Danilo Rustici, che presentò in anteprima nazionale il disco "Suddance" ed un concerto con il cantautore romano Stefano Rosso.
Oltre alle citate, le emittenti radiofoniche principali sono state: Nocera Centro con sede a Montalbino, Antenna Libera Nocera, con sede a Capocasale, S.O.S., con sede a Cicalesi, e Radio Studio 56, con la classica sede in Via Eugenio Siciliano, che negli anni ottanta ha spopolato, con una serie di attività.
Di carattere non solo religioso è Radio Kolbe, 93.700 MHz, la radio dei frati minori del convento di Sant'Antonio riaperta nel 2010, dopo sei anni. L'emittente fa parte del circuito INBLU.
Dal 1994 è presente in città una Sezione dell'Associazione Radioamatori Italiani, già Associazione Radiotecnica Italiana, fondata da Ernesto Montù nel 1927 ed eretta ad Ente Morale con DPR 368 del 1950. La Sezione fu costituita da un gruppo di radioamatori e appassionati di radiofonia a valvole. L'Associazione si occupa di divulgazione scientifica e culturale sul mondo delle radiocomunicazioni, nonché di garantire le comunicazioni in caso di emergenza sul territorio della città.

#### Teatro
Nel 2010 è stato riaperto lo storico Teatro Diana.
La struttura, di proprietà comunale, è tornata in vita dopo gli ingenti danni che ne costrinsero la chiusura all'indomani del terremoto del 1980.

### Cinema
Fino agli anni cinquanta in città erano presenti due sale cinematografiche (Modernissimo e Impero) e tre cine-teatri (Diana, Sala Roma e Astoria). Oggi come sala cinematografica è funzionante solo la Sala Roma.

### Nocera nella cultura popolare
La serie di citazioni di Nocera nella letteratura comincia con Senofonte Efesio (scrittore greco vissuto, stando al lessico Suda, tra il II e il III secolo d.C.), il quale nel suo romanzo Racconti Efesini, intorno ad Abracóme e Anzia, dopo varie peripezie, fa giungere il suo protagonista a Nuceria, in Campania, a lavorare nelle cave di pietra.
La città è citata anche nel Novellino di Masuccio Salernitano e nella Gerusalemme liberata di Torquato Tasso (libri I e XX). Il Tasso fu amico del duca Ferdinando II Carafa al quale dedicò anche una delle Rime d'occasione e d'encomio (la 1411).
Nocera è anche la città che Domenico Rea chiama Nofi. Tra i romanzi più noti dello scrittore napoletano spicca Ninfa plebea, premio Strega nel 1993, e dal quale Lina Wertmüller trasse l'omonimo film nel 1996 (non ambientato, però, nei luoghi descritti dallo scrittore).
Nocera è lo sfondo di tutta l'attività letteraria legata alla figura dello scrittore Corrado Ruggiero, che vi ha ambientato tutte e cinque le sue opere: Rossa Malupina, Ballata Nucerinese, Nuova Nocera York, Gennarina e Verso sera.
Valeria Alinovi, giornalista e scrittrice napoletana, ambienta il suo primo romanzo (Nevespina, 2004) nell'ospedale psichiatrico della città chiamata appunto Nevespina. Si tratta delle vicende (penose) che hanno riguardato la vita e la chiusura del Vittorio Emanuele, ex ospedale psichiatrico della città di Nocera, oggi rinato come struttura molto efficiente.
La città è citata anche, in un contesto ironico, nel Terzesimo libro di Sani Gesualdi di Nino Frassica, ne "La vita agra" di Luciano Bianciardi, in "Gli spaghetti alla bolognese non esistono" di Filippo Venturi, e varie altre opere.
È ambientata a Nocera la commedia di Titina De Filippo "Virata di bordo".

#### Nocera nel cinema e nelle serie tv
Ettore Scola nel suo film C'eravamo tanto amati ha reso famoso il liceo Classico G.B. Vico, in quanto un suo personaggio (Nicola, interpretato da Stefano Satta Flores) ne è un docente. Celebre è soprattutto la battuta Nocera è Inferiore perché ha dato i natali a individui ignoranti e reazionari come voi tre! pronunciata da Nicola in risposta alle critiche espresse dai suoi concittadini nei confronti del film Ladri di biciclette di Vittorio De Sica.
Ma la città è citata anche in altri film, come Così parlò Bellavista di Luciano De Crescenzo e Il commissario Lo Gatto con Lino Banfi.
Il film di Lucio Gaudino "Il camionista" (2016) è stato quasi interamente girato nelle zone periferiche della città (Casolla e Fosso Imperatore su tutte).
Negli ultimi anni diverse location della città sono entrate nel mondo delle serie tv. L'ex Caserma Tofano è stata la location dell'ospedale della fiction Rai "Il commissario Ricciardi". Nel 2019 lo stadio San Francesco ha ospitato alcune riprese della serie Amazon Prime Maradona: sogno benedetto, la struttura è stata usata per girare alcune scene ambientate allo stadio San Paolo, negli anni di Maradona al Napoli. Alcune location della città sono state scelte per la serie "Witch Legacy".

### Eventi
Organizzato dall'associazione Noceracconta, Jazz in Parco, si svolge, dal 1998 nel cortile di Palazzo Fienga nei mesi di giugno o luglio.

## Geografia antropica

### Urbanistica
Domenico Rea, Ninfa plebea»

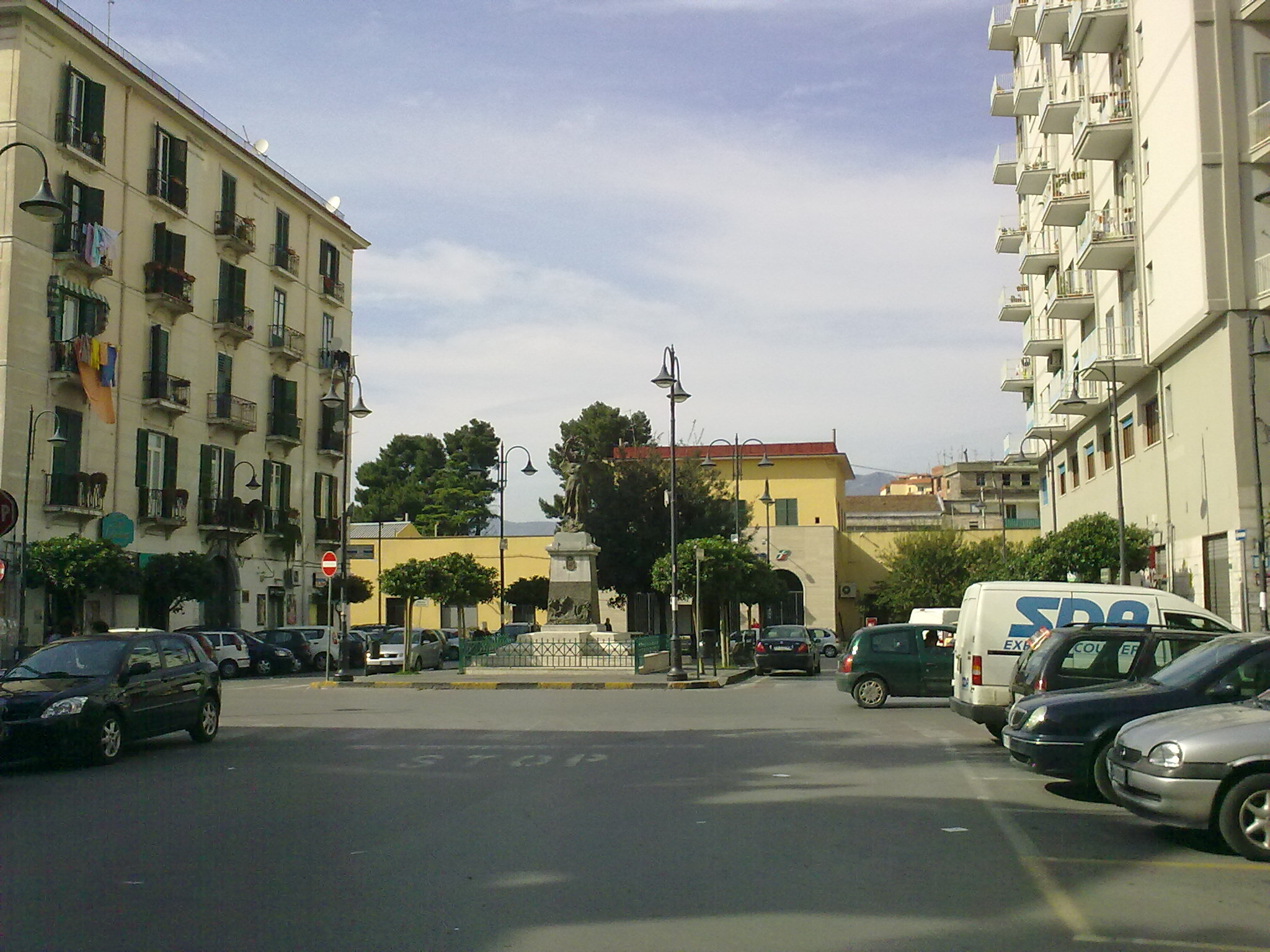
Piazza Trieste e Trento

La città si divide in 6 quartieri (composti da 32 rioni e da 10 località). Nelle zone rurali insistono le cosiddette "starze" (Starza dei Corvi, Starza San Pietro, Starza Sorrento,...), le masserie dette "case" (Casarzano...) e le "contrade" (Zeccagnuolo). Il quartiere più popoloso è quello detto metropolitano, che racchiude i rioni del centro cittadino.

#### Quartieri
- Casolla - Grotti
- Cicalesi - Merichi
- Capocasale
- Metropolitano
- Piedimonte - Pietraccetta
- Storico

#### Rioni
- Arenula o Rendola
- Borgo
- Calenda
- Capo Fioccano
- Capocasale
- Casale del Pozzo
- Casale Nuovo
- Casa Sasso
- Casolla
- Cerzeti
- Chivoli
- Cicalesi
- Cierro
- Ficucella
- Gelsi
- Grotti
- Liporta
- Marrata
- Mercato
- Merichi
- Monte di Dio
- Piedimonte
- Pietraccetta
- Pino Secco
- Sant'Anna
- Santa Maria a Palo
- San Matteo
- San Mauro
- Sperandei
- Strettola
- Vescovado
- Villanova

#### Località[31]
- Caiano
- Fiano
- Fosso Imperatore
- Montalbino
- Montevescovado
- Padula
- Rosto
- Santacroce
- Zeccagnuolo
- Codola
- Case Sparse

### Suddivisioni storiche

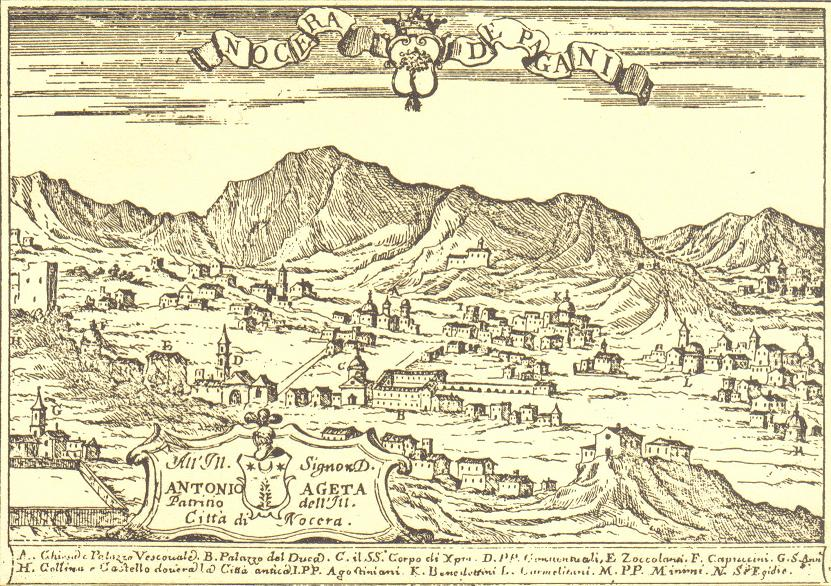
Nocera dei Pagani nel 1703

La città di Nocera dei Pagani era divisa in due ripartimenti: Nocera Soprana e Nocera Sottana. Ciascun Ripartimento risultava a sua volta composto da un numero variabile di Università.
Nei primi decenni del Seicento le Università erano sette, quattro per Nocera Soprana (Nocera Corpo, Nocera Sperandei, Nocera San Matteo e Nocera Tre Casali) e tre per Nocera Sottana (Pagani e Barbazzano, Nocera Sant'Egidio e Corbara). Ogni Università era poi costituita da "Casali" e nella sola Nocera soprana essi erano 36.
Ogni Università, inoltre, aveva il suo "Parlamento particolare" e il "Sindaco Particolare".
Nel mese di agosto di ogni anno questi parlamenti eleggevano i "Sindaci Universali", in numero di tre, due per Nocera Soprana ed uno per Nocera Sottana. Il "Parlamento Universale", poi, decideva su tutte le questioni di interesse generale, quando ciò non fosse di competenza dei Sindaci. Questa struttura fu decisa nel 1597 con l'adozione del cosiddetto Laudo Baldino.
Il regime delle Università venne abolito dal Governo francese a decorrere dal 15 settembre 1807 e l'antica città di Nocera dè Pagani venne suddivisa in 5 nuovi Comuni: Nocera Corpo, Nocera San Matteo (comprese l'Università di Nocera Sperandei e l'Università di Nocera Tre Casali), Pagani (compresa l'Università di Barbazzano), Sant'Egidio e Corbara.
Nel 1834 Nocera Corpo e Nocera San Matteo si fusero formando l'unico Comune di Nocera.
Nel 1850, infine, i casali orientali formarono il Comune di Nocera Superiore e quelli a ponente dell'alveo Santa Croce formarono il Comune di Nocera Inferiore.
Ripartimento o Università di Nocera Soprana
- Università di Nocera Corpo (comprendeva tutti i casali dell'attuale Comune di Nocera Superiore, oltre Piedimonte, Pietraccetta, Mercato e Borgo dell'attuale Comune di Nocera Inferiore)
- Università di Pucciano (presto unita a Nocera Corpo)
- Università di Nocera Sperandei
- Università di Nocera San Matteo
- Università di Nocera Tre Casali (si formò, per un breve periodo, anche l'Università di Nocera Sei Casali)

Ripartimento o Università di Nocera Sottana
- Università di Barbazzano
- Università di Pagani
- Università di Sant'Egidio
- Università di Corbara

## Economia

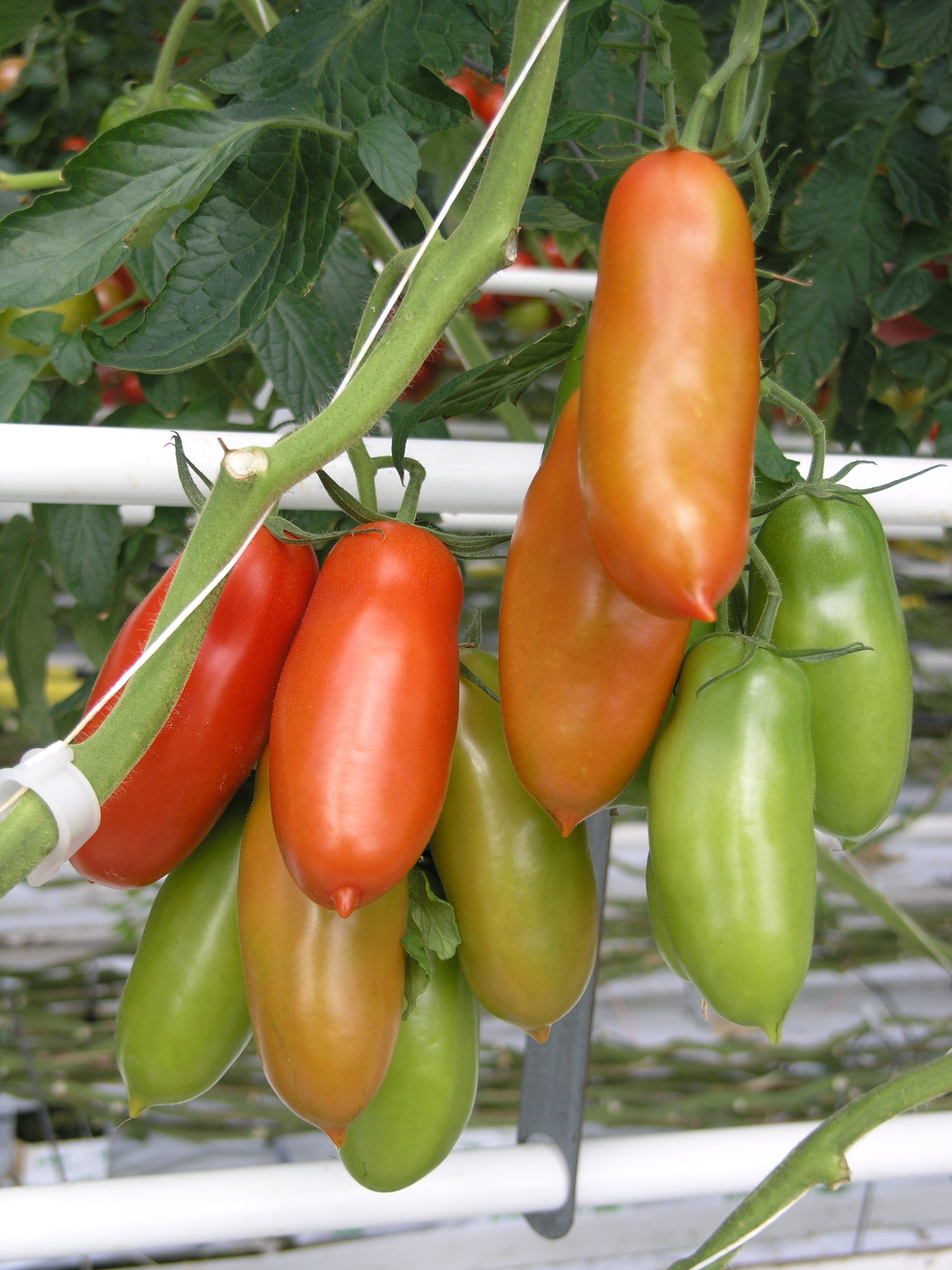
Il pomodoro San Marzano, da inizio Novecento "oro rosso" dell'agro

Attualmente la città di Nocera Inferiore è essenzialmente un centro commerciale e di servizi. In passato, fino alla rivoluzione industriale di fine ottocento, si è caratterizzata per la produzione agricola favorita dalla fertilità dei suoli dell'Agro nocerino-sarnese.

### Agricoltura
Le produzioni maggiori hanno riguardato ortofrutta, specie agrumi, pesche, ciliegie. Rinomato in tutto il mondo è il pomodoro pelato San Marzano (ma è presente anche il tipo "Roma"). Prodotti peculiari sono anche il cipollotto nocerino e il peperone giallo, detto anche "corno di bue". Note sono anche le coltivazioni di carote, insalata e carciofi.
La produzione agricola è condizionata dalla variegata orografia e idrografia della città. Le sommità di Montalbino sono coltivate a castagni, mentre i terrazzamenti localizzati lungo i declivi delle aree più basse sono sfruttati per lo più per le piante da frutto.
Nell'area pianeggiante si è sviluppato il sistema della coltivazione a rotazione concatenata, nel quale le nuove colture sono piantate a fianco alle piante che stanno per essere raccolte. La particolare fertilità del suolo permette di ottenere fino a quattro raccolti all'anno. L'ulivo è coltivato lungo i declivi della collina di Sant'Andrea.

#### Il mercato ortofrutticolo Pagani-Nocera
Secondo in Italia per volume di affari e qualità della merce, nacque nel 1968 per volere dell'onorevole Bernardo D'Arezzo, che unificò le strutture presenti nelle città di Nocera e Pagani.
Oggi il volume di affari della struttura supera i duecento milioni di euro all'anno. Il mercato provvede alla distribuzione di quasi tutta la produzione ortofrutticola dell'agro nocerino-sarnese, ma, non limitandosi ai prodotti locali, provvede allo smercio di molti prodotti provenienti da tutto il mediterraneo, nord Africa compreso.

#### Prodotti tipici
- Cipollotto Nocerino
- Pomodoro San Marzano
- Patata novella campana
- Peperone dolce rosso e giallo di Nocera

### Industria
La prima grande attività industriale insediata nel territorio è stata quella relativa alla lavorazione del cotone. Già durante il regno di Gioacchino Murat (1808-1815) alcune famiglie svizzere avviarono l'industria tessile nell'Agro nocerino-sarnese. Nel 1878 imprenditori svizzeri diedero vita agli insediamenti delle Manifatture Cotoniere Meridionali. In città tale industria arrivò a dare lavoro a 1400 operai (di cui 1170 donne).
Negli anni quaranta, cinquanta e sessanta la città era nota come la città delle cento ciminiere, a testimonianza dello straordinario grado di sviluppo industriale raggiunto.
Pomodori e ortofrutta, ma anche fibre tessili (cotone, lino, canapa) hanno permesso lo sviluppo di industrie di grande rilievo, come quella delle conserve alimentari e di quella tessile. Assai massiccia era anche la presenza di industrie molitorie e delle paste alimentari (molini e pastifici) e di industrie meccaniche (macchine industriali) e scatolifici (latta e cartone). Il polo delle MCM (Manifatture Cotoniere Meridionali), ora scomparso, ha rappresentato un punto di eccellenza nella lavorazione del cotone.
Le officine meccaniche della ditta Buscetto ha realizzato diversi fari portuali in tutta Italia, tra cui la celebre lanterna di Genova.
Oggi la città è sede di un Distretto industriale (numero 7, Nocera-Gragnano). Parte delle imprese è collocata nell'area industriale di "Fosso Imperatore". Un'altra area di insediamenti PIP era in progettazione nell'area di Casarzano. Si è poi preferito di ampliare l'area di Fosso Imperatore.

## Infrastrutture e trasporti

### Strade
La città di Nocera è attraversata dall'autostrada A3 Napoli-Salerno, facente parte della Strada Europea E45, nel cui territorio è inserita la barriera di Nocera. L'area settentrionale della città è collegata, invece, tramite lo svincolo Nocera-Pagani, all'A30 Caserta-Salerno mentre l'area meridionale è collegata tramite lo svincolo Castel San Giorgio all'A30.
- Autostrada A3 Napoli - Salerno uscita Nocera Inferiore (centro città);
- Autostrada A30 Caserta - Salerno, uscite Nocera-Pagani (area nord della città) e Castel San Giorgio (area sud della città);

Le altre strade principali sono:
- SS 18 Tirrenia Inferiore;
- Strada Regionale 266/b, che collega la città con Castel San Giorgio, Mercato San Severino, proseguendo verso Fisciano, Solofra e quindi Avellino.

Le strade provinciali sono:
- Strada Provinciale 6 Nocera Inferiore-Sarno.
- Strada Provinciale 101 Sarno-Bivio Lavorate-San Mauro di Nocera Inferiore-Cicalesi-Incrocio via Durano.
- Strada Provinciale 123 Dalla sottostazione ENEL-verso Pagani.
- Strada Provinciale 126 Rampe di Chivoli: Innesto SR 266-Innesto SP 6.
- Strada Provinciale 280 S. Potito-Casali-Codola vecchia-Innesto SS 18(Nocera)-Castel S. Giorgio.
- Strada Provinciale 431 Via Campanile dell'Orco di Pagani.
- Strada Provinciale 434 A30-via Padula.

### Ferrovie

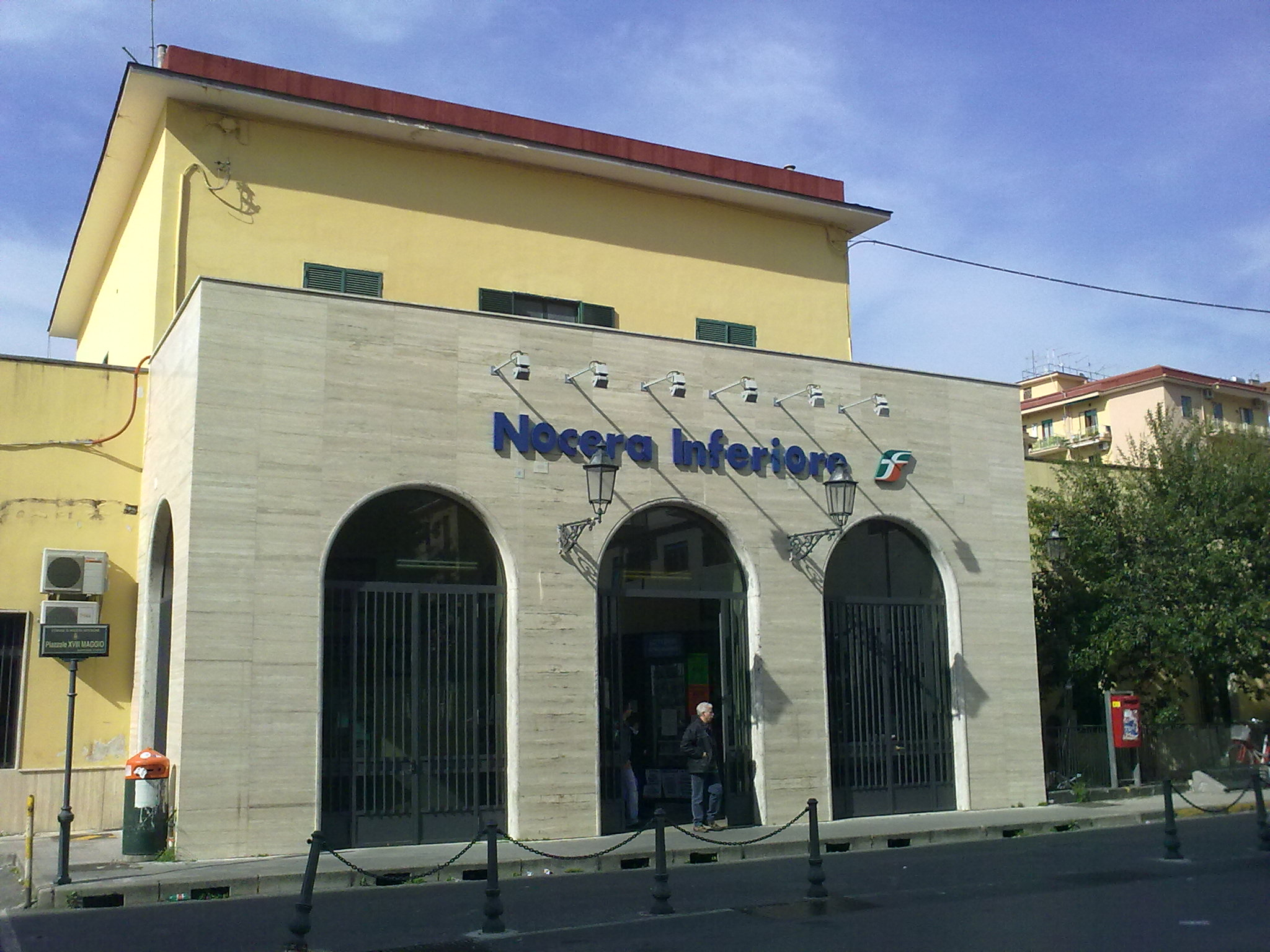
La stazione di Nocera Inferiore

La città è servita dalla stazione di Nocera Inferiore, ubicata lungo la linea Napoli-Salerno, e dalla fermata di Nocera Inferiore Mercato, posta lungo la ferrovia Nocera Inferiore-Mercato San Severino.
Entrambi gli impianti sono serviti da treni regionali svolti da Trenitalia nell'ambito del contratto di servizio stipulato con la Regione Campania.

### Mobilità urbana
Il trasporto pubblico urbano è gestito mediante autoservizi dal Consorzio Salernitano Trasporti Pubblici.
Altre linee su gomma, che collegano Nocera ai comuni limitrofi, sono garantite dalla SITA, dalla Leonetti & Gallucci, dalla Universal e dalo stesso CSTP.
Fra il 1911 e il 1952 Nocera Inferiore era servita dalla tranvia Salerno-Pompei, esercita dalla società Tranvie Elettriche della Provincia di Salerno (TEPS).

## Amministrazione

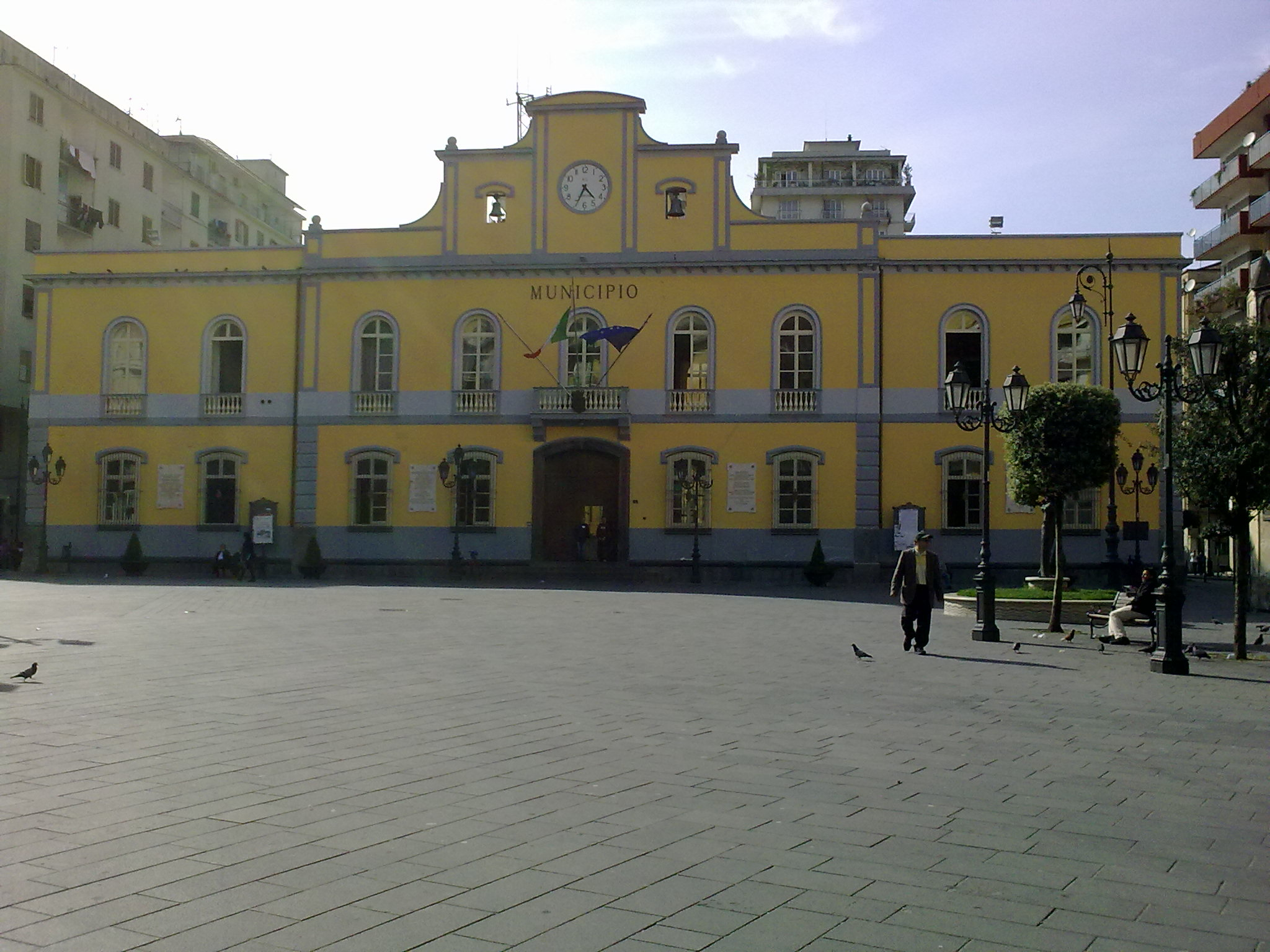
Il municipio

Elenco dei sindaci del XXI secolo
| Periodo         | Periodo         | Primo cittadino     | Partito                          | Carica                    | Note   |
| --------------- | --------------- | ------------------- | -------------------------------- | ------------------------- | ------ |
| 24 luglio 2001  | 11 giugno 2002  | Salvatore Tedesco   |                                  | Commissario prefettizio   |        |
| 11 giugno 2002  | 3 agosto 2010   | Antonio Romano      | Liste civiche di centro-sinistra | Sindaco                   | [ 38 ] |
| 3 agosto 2010   | 31 gennaio 2011 | Raffaele Cannizzaro |                                  | Commissario prefettizio   |        |
| 31 gennaio 2011 | 9 giugno 2011   | Giuseppina Di Rosa  |                                  | Commissario straordinario |        |
| 9 giugno 2011   | 23 giugno 2011  | Manlio Torquato     | Liste civiche di centro          | Sindaco                   |        |
| 23 giugno 2011  | 6 giugno 2012   | Piero Mattei        |                                  | Commissario prefettizio   |        |
| 6 giugno 2012   | 12 giugno 2022  | Manlio Torquato     | Liste civiche di centro          | Sindaco                   | [ 39 ] |
| 12 giugno 2022  | in carica       | Paolo De Maio       | Partito Democratico              | Sindaco                   |        |

### Altre informazioni amministrative
La gestione del ciclo dell'acqua è affidato all'ATO 3 Sarnese Vesuviano.

### Gemellaggi
- Macarsca, dal 2017[40]

### La Provincia dell'Agro
Mai approvato, il disegno di legge numero 3032/XIII, prevede l'istituzione di una Provincia dell'Agro nocerino-sarnese, con capoluogo Nocera Inferiore, della quale avrebbero fatto parte 14 comuni dell'area a nord della provincia di Salerno, per un totale di oltre 280.000 abitanti.

## Sport

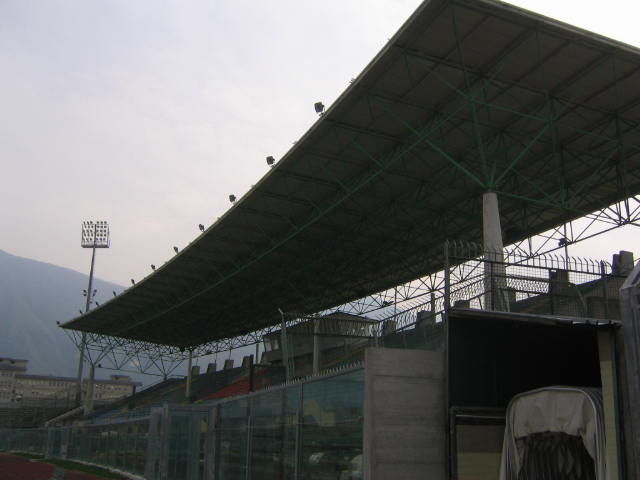
Lo stadio San Francesco

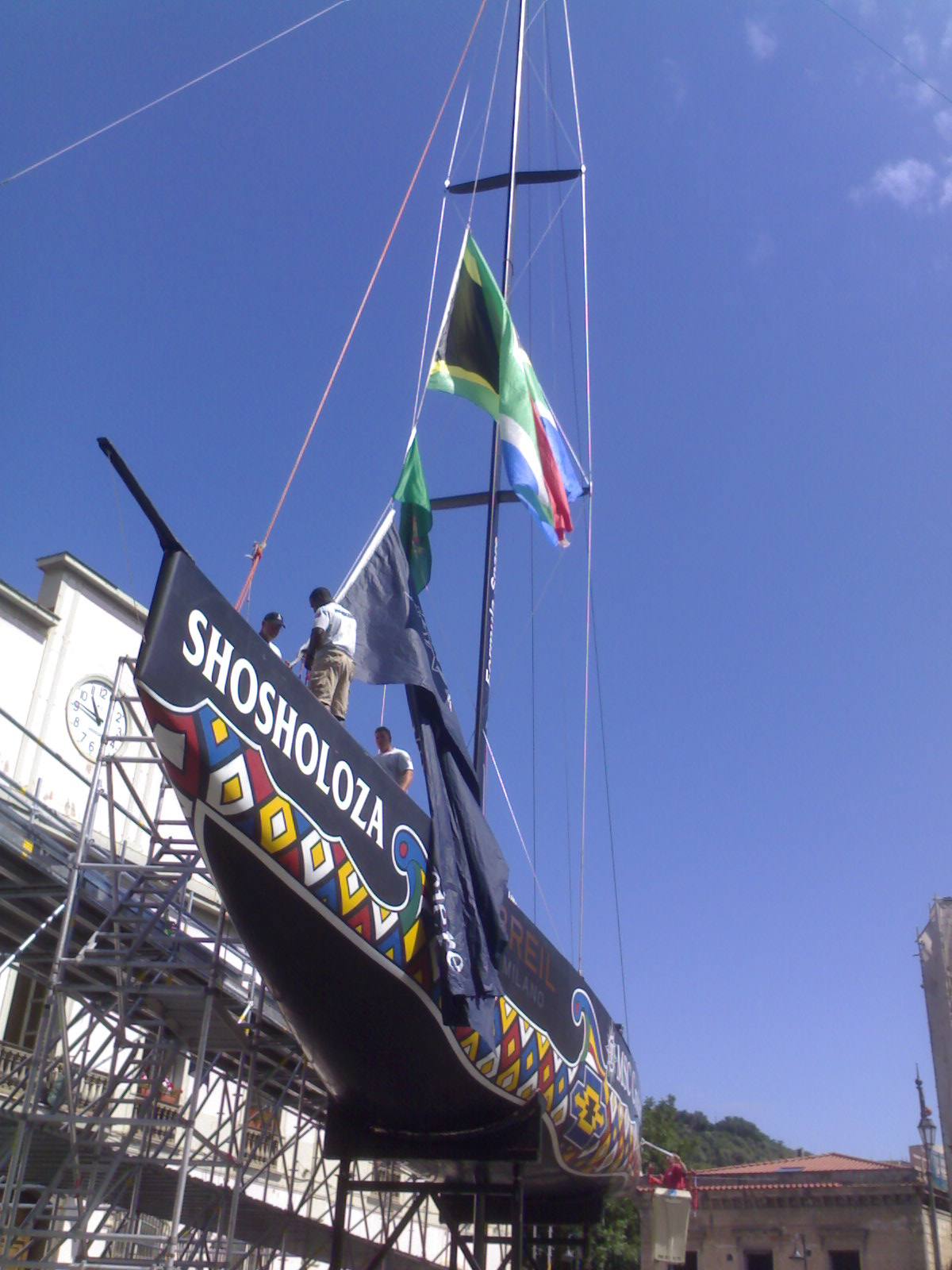
Shosholoza in piazza Diaz

### Calcio
La principale squadra calcistica di Nocera Inferiore è la Nocerina. Fanno parte del suo palmarès tre promozioni in Serie B, uno Scudetto Dilettanti, gli ottavi di finale della Coppa Italia 1996-1997 (eliminata dalla Juventus), una finale di Coppa Italia di serie C e una Supercoppa di Lega di Prima Divisione. È la squadra di calcio più anziana della Provincia di Salerno (è stata fondata il 1º febbraio 1910) e disputa le sue gare in casa nello stadio San Francesco d'Assisi di Nocera Inferiore. Attualmente milita in serie D.
Nocera ha, inoltre, dato i natali a diversi giocatori che hanno militato o militano in squadre professioniste. Tra questi il più famoso è il centrocampista Campione del Mondo nel 2006 con la Nazionale italiana di calcio Simone Barone. Nella Nocerina hanno militato diversi calciatori che hanno poi raggiunto altissimi livelli, come gli ex portieri Daniele Balli e Gennaro Iezzo, gli ex difensori Simone Loria e Sebastiano Siviglia, gli ex centrocampisti Angelo Di Livio e Fabio Liverani. Tra gli allenatori che si sono seduti sulla panchina della Nocerina si ricordano Luigi Delneri ed Ernest Erbstein, poi tecnico del Grande Torino che morì nella Tragedia di Superga.
Altre realtà minori sono: L'Alfaterna, storica continuazione della Libertas Alfaterna, polisportiva fondata nel 1974 e che ha militato nel campionato di Eccellenza fino alla stagione 21-22, quando è retrocessa in Promozione. Disputa le sue partite interne allo Stadio Comunale "Karol Wojtyla" nella località Pecorari di Nocera Superiore.
C'era poi la Pro Casolla, squadra che rappresenta anche l'omonimo quartiere la quale in passato ha militato per vari anni nei campionati di Eccellenza e Promozione, che ha militato fino alla stagione 2015/2016 in Seconda Categoria ma attualmente in stato di inattività.
Fino al 2011, è esistita anche una terza realtà calcistica, l'Atletico Nocera, fondato nel 1997, che ha militato nel campionato di Eccellenza Campania nella stagione 2010-2011, nel 2014, ha ripreso le sue attività nell'ambito del calcio a 5 dove attualmente milita in Serie C2 e gioca le sue gare interne al PalaCoscioni, dal 2015 ha ripreso anche le attività agonistiche riguardanti il calcio, occupandosi però del settore giovanile.
Due realtà storiche, attualmente dismesse sono: l'Alba Nocerina, squadra che a cavallo tra gli anni '40 ed anni '50 militò nei campionati di Prima Divisione e Promozione, rifondata poi negli anni 2000 militò brevemente ancora in Promozione e la Liportese (squadra dell'omonimo rione), che giocava le sue gare al Campo Forino stadio usato per qualche tempo anche da Nocerina e Paganese.
Milita inoltre in Seconda Categoria la Luca Vive.
In città è presente anche una squadra di calcio femminile la Fortitudo Nocerina Femminile, che sportivamente rappresenta anch'essa il comune di Nocera Superiore e milita attualmente in Serie C1, dal 2017 è stata istituita anche la sezione maschile, militante nel campionato di Terza Categoria, l'anno seguente cambia denominazione in Fùtbol Nocera disputando le proprie gare interne divisa tra il campo sportivo della località Pucciano di Nocera Superiore e lo stadio di San Valentino Torio, cessando poi ogni attività.
In città sono presenti diverse ed efficienti scuole calcio.
Oltre al già citato "San Francesco", in città è presente un secondo campo di calcio nel quartiere di Piedimonte, il piccolo impianto è dotato di una tribunetta con una capienza di circa 150 posti a sedere, è spesso utilizzato da squadre minori o dalle giovanili della Nocerina.

### Basket
In città ha sede anche una squadra di basket, la Folgore, stella d'oro al merito sportivo, che in passato ha raggiunto traguardi notevoli e che adesso milita nel girone b del campionato di Serie D; Nocerino è il cestista Luca Infante recentemente convocato anche in nazionale.
Le squadre giovanili della Folgore e squadre minori partecipano a diversi altri campionati.

### Tennistavolo
Nocera può vantare i cinque scudetti conquistati nella disciplina del tennistavolo dalla Libertas Alfaterna (1993, 1995, 1996, 1997, 1998) e due titoli di vicecampione d'Europa (1997, 1998) perdendo entrambe le finali contro il Borussia Düsseldorf. Nel 1999 la società dell'Alfaterna si ritirò da tutti i campionati per problemi economici. Nel 2000, sulle ceneri della Libertas Alfaterna, è nato ilTennis Tavolo Nocera, le cui squadre giocano attualmente nel campionato nazionale di Serie C1 girone N e quelli regionali di Serie D1 e Serie D2 girone C.

### Altri sport
- Atletica leggera: la Polisportiva Folgore Nocera si occupa anche di atletica leggera.
- Podismo: ogni anno a Nocera si organizza il Memorial De Maio in passato anche noto come CorriNocera.
- Biliardo: nocerino è il giocatore di biliardo Giuseppe Consagno.
- Calcio a 5: in passato era presente la Gioventù Nocerina, che nel 2001/02 riuscì ad ottenere la promozione in Serie A2, poi fallita. Attualmente è presente un'altra società denominata A.S.D. Nocera Calcio a 5, nata nel 2007 dalla fusione dello Sparta Boys e del Belvedere C/5, militava in Serie C1, fino al 2018 era attivo l'Atletico Nocera, che militava in Serie C2. Attualmente Nocera Inferiore è rappresentata da tre formazioni in Serie C2: il Cicalesi, la Casollese a rappresentanza degli omonimi rioni ed il Premium Futsal che rappresenta il Rione Gelsi, in Serie D milita invece la Liportese, formazione dell'omonimo rione.
- Calcio a 5 femminile: fondata nel 2008, la A.S.D. Nuceria Futsal Femminile milita in Serie A2. Alla stagione 2014-2015 risulta essere la squadra di calcio a 5 femminile campana con la maggiore anzianità nella Figc. Oltre ad essere una delle due sole squadre campane ad aver partecipato a tutti i campionati organizzati dalla Figc regionale (dalla categoria seniores a quella giovanissimi), ha nel suo palmares due titoli regionali juniores, un titolo di vicecampione nazionale nei campionati Csi e la vittoria della Coppa Campania, raggiunta nella stagione 2014-2015 e la conseguente partecipazione alla fase di Coppa Italia di serie C.
- Rugby: era presente l'ASD Nuceria Rugby, militante nei campionati regionali di mini-rugby.
- Calcio Balilla: è presente in città il Campania Calcio Balilla, che milita in Serie A1, organizza inoltre numerosi tornei nazionali di tale disciplina.